# 看不見的帝國
看不見的帝國（見えざる帝国）是久保帶人創作的日本漫畫《BLEACH》中的一個虛構組織，也是「千年血戰篇」主要反派組織。

## 概要
看不見的帝國是由千年前和死神們交戰敗北而流離失所的滅卻師們組成的組織。他們為了覓得安身之處，養精蓄銳等待復仇的時機，特地於瀞靈廷建築物陰影裡建立冰之宮殿，成立和所在據點同名的組織。旗幟圖案則是內部包含滅卻師十字的圓形。
千年後，看不見的帝國率軍征討虛圈、殺害一番隊副隊長雀部長次郎，對屍魂界下達宣戰通告。該勢力無論是組織名稱、用語和招式詠唱，幾乎都用德語來命名。大多數的成員們皆為純種滅卻師，不僅能夠破壞並竊取死神的卍解，同時還具備著在現世與所在據點間瞬間移動的能力，以及在匹敵隊長級死神甚至在其之上的戰力。

## 皇帝
優哈巴哈（Yhwach，友哈巴赫）
聲優：菅生隆之（日本）；吳文民（台灣）
看不見的帝國皇帝，滅卻師之王，聖文字代號「A」，象徵能力為「全知全能」（Almighty）。
石田雨龍（Ishida Uryuu）
聲優：杉山紀彰（日本）；吳文民（台灣）
聖文字代號「A」，象徵能力為「完全逆轉」（Antithesis）。
看不見的帝國繼任者，最後的滅卻師遺裔，被雨葛蘭·哈斯沃德帶往看不見的帝國，被優哈巴哈欽點為帝國繼任者。

## 星十字騎士團
「星十字騎士團」（星十字騎士団（シュテルンリッター）），是看不見的帝國旗下的戰鬥部隊。
組織結構如下：
- 「星十字騎士團最高位」（星十字騎士団最高位（グランドマスター）），星十字騎士團團長，由哈修瓦特擔任，同時他也兼任皇帝補佐，看不見的帝國的「No.2」。
- 「神赦親衛隊」（神赦親衛隊（シュッツシュタッフェル）），在聖章騎士中被選為擔任優哈巴哈的直屬親信兼護衛。戰力匹敵零番隊。
- 「聖章騎士」（聖章騎士（ヴェルトリッヒ）），被優哈巴哈授予「聖文字」（シュリフト）的精銳騎士，他們是星十字騎士團的幹部，是看不見的帝國的主力。戰力匹敵護廷十三隊隊長們。
- 「聖兵」（聖兵（ゾルダート）），沒有授予「聖文字」的成員，團中的普通士兵。戰力匹敵護廷十三隊席官們。

全員披上背後有看不見的帝國標記的白色連帽長斗篷，作為識別的特徵。
實力非同小可，在進攻屍魂界時除了點燃十一座靈子火柱外，還在短短幾分鐘的時間內殺死兩千多名死神，且不需要詠唱咒文就能使用胸章奪走死神的卍解，甚至還能藉著特殊的陰影將聖兵瞬間傳送到戰場支援作戰。
皇帝優哈巴哈曾評價星十字騎士團實力雖然強大，但唯一的缺點就是太過輕敵。任何在決戰期間敗給敵方仍僥倖生還的星十字騎士團成員，將會被押送回看不見的帝國的主城進行處決，或是任由領導人及其餘星十字騎士團成員處置。此外，星十字騎士團的女性成員會隨身攜帶附有心形徽章的折疊式短弓，並裝在其身邊的心形匣子裡，以便於在緊急時刻取出使用。

### 團長
雨葛蘭·哈斯沃德（Jugram Haschwalth，優谷拉姆·哈修瓦特）
星十字騎士團團長兼最高位兼皇帝補佐，實質上看不見的帝國的「No.2」。聖文字代號「B」，象徵能力為「調和世界」（Balance）。

### 神赦親衛隊
利捷·巴羅（Lille Barro，里傑·巴洛）
神赦親衛隊隊長。聖文字代號「X」，象徵能力為「萬物貫通」（X-AXIS）。
佩尼達·帕卡賈（Pernida Parnkgjas，沛尼達·帕倫卡傑斯）
神赦親衛隊成員。聖文字代號「C」，象徵能力為「強制執行」（Compulsory）。
傑拉德·瓦爾基里（Gerard Valkyrie，傑拉爾德·瓦爾奇利）
神赦親衛隊成員。聖文字代號「M」，象徵能力為「奇蹟」（Miracle）。
亞斯金·納克魯瓦爾（Askin Nakk Le Vaar，阿斯金·納克瓦爾）
神赦親衛隊成員（登上靈王宮後）。聖文字代號「D」，象徵能力為「致死量」（Death Dealing）。

### 聖章騎士
雨葛蘭·哈斯沃德（Jugram Haschwalth，優谷拉姆·哈修瓦特）
聲優：梅原裕一郎、井上麻里奈（幼少期）（日本）；李世揚（台灣）
聖文字代號「B」，象徵能力為「調和世界」（Balance）。星十字騎士團團長兼看不見的帝國皇帝參謀，實質上僅次於優哈巴哈的第二把交椅，會適時替優哈巴哈代為管理看不見的帝國的旗下事務。原本是星十字騎士團成員所看好的看不見的帝國領導者繼位人選，但由於優哈巴哈宣布讓石田雨龍繼承看不見的帝國領導者的職位而未能上任。
留著柔順的金色長髮，藍色雙眼，容貌雅致，左肩配戴護肩，說話語氣溫和，眼神冷漠的男子使用武器為一柄藏於斗蓬裡的長劍。為人冷靜沉著，心思慎密，具備著相當程度的觀察力，認為戰爭的「天秤」需要保持平衡，宣稱依靠幸運保住的生命，仍會被等量的不幸所褫奪。其實力高強，能夠輕易破解死神設下的鬼道結界。對優哈巴哈極其忠誠，即便是被敵人威脅也不為所動，甚至在總隊長山本元柳齋重國發動「殘日獄衣」的狀態下，還能鎮定的留在現場分析對手的能力情報，因而備受優哈巴哈和多數星十字騎士團成員的重視與青睞。在優哈巴哈於夜間就寢時，其力量會與優哈巴哈交換。
童年時期便失去雙親，和伯父一同生活，經常被伯父使喚做苦工，某次於森林狩獵的途中意外遇見巴茲比，當時無法像巴茲比製造神聖弓，被伯父與他稱呼為「雨果」（Jugo）。後來，兩人居住的城鎮遭優哈巴哈燒毀，包含伯父在內的鎮民皆死於該場火災，雨葛蘭和巴茲比為了成為優哈巴哈的近衛以報仇雪恨，靠著城鎮廢墟遺留的黃金生活並積極鍛練己身實力。看似是天生沒有才能的滅卻師，五年後即使拼命修練也沒法用靈子製造出弓；在看不見的帝國的憲兵來宣布徵召加入星十字騎士團時，唯有他沒被優哈巴哈的靈壓壓制於地，被優哈巴哈認定是自己的「半身」，還指出他之所以無法製造出弓是因為和自己一樣擁有「分享給予的力量」。
千年血戰篇，在伊邦被優哈巴哈殺害後，檢視伊邦留在身上的胸章，發現伊邦企圖竊取黑崎一護的卍解卻功敗垂成的跡象（預料之中），並確定想收服一護的卍解必需要使用特殊手段。接受優哈巴哈的命令在太陽之門集合後，帶領星十字騎士團進攻屍魂界，於抵達屍魂界時以壓倒性的實力，瞬間殺害十三番隊第六席可城丸秀朝。在艾斯·諾特擊敗六番隊隊長朽木白哉的時候，推測白哉似乎已經戰死。優哈巴哈擊敗總隊長山本元柳齋重國後，接令讓聖兵們進攻屍魂界，並且在返回冰之宮殿前，揮劍斬斷一護的「天鎖斬月」以阻止對方攻擊優哈巴哈。曾經於優哈巴哈會晤藍染惣右介的期間，察覺藍染利用能力混淆優哈巴哈感覺的行徑，但認為即便試圖阻止仍為徒勞之舉，故沒有在當下對優哈巴哈透漏這件事。受優哈巴哈之命，親自將石田雨龍從現世帶回冰之宮殿，向巴茲比表示自己無意對雨龍即位看不見的帝國領導者的決策提出異議。
在瀞靈廷化為銀架城宮殿後，抵達總隊長辦公室和總番隊正副隊長京樂春水和伊勢七緒對峙一段時間，接獲優哈巴哈發佈的回城令而離開總隊長辦公室，負責處決戰敗的蒼都和畢·傑·奈因，後因目擊葛雷密·托謬運用「夢想家」能力創造的隕石即將墜落瀞靈廷，命令旗下士兵前來護衛優哈巴哈。之後接受優哈巴哈的命令，開啟通往靈王宮的道路，偕同優哈巴哈和雨龍進攻靈王宮，在雨龍擊退一護後前往靈王面前。為避免被吞噬靈王的優哈巴哈一併吞噬，偕同優哈巴哈親衛隊至靈王宮角落歇息。在察覺石田隨護衛隊分頭離開時打算派手下前去監視前者，但遭巴茲比阻止。經過一番對決後將其擊敗，並在優哈巴哈入睡時得到「開眼」力量。之後發現雨龍在宮殿四處設下的「陷阱」，由於確認了對方的背叛行動而出手攻擊。當他正欲给雨龍最后一击之際，卻被優哈巴哈的「聖別」吸收其力量而瀕臨死亡，臨終前聲稱自己以能被優哈巴哈吸收己身的力量為傲，但也懊悔自己當年因為迷惘而作出捨棄巴茲比的決定，為了幫助雨龍援救同伴，主動表示要雨龍把傷勢轉移至將死的自己身上，之後因失去力量和傷勢過重而身亡，雨葛蘭直到斷氣才鬆開握劍的手，並顯示出其劍柄別著童年時期巴茲比扔贈給他的徽章。
卷首語——「沒有疼痛。除了無法將視線從天秤移開之外。」——單行本第七十集《FRIEND》（朋友）。
能力「調和世界」（Balance）
從自己的身後變化出秤盤底部刻有滅卻師徽記的巨型天秤，能將指定範圍所發生的「不幸」分給擁有較多「幸運」的對象，使其承受與「幸運」等量的「不幸」，維持世界的調和；還能用「替身之盾」（Freund Schild）把發生在自己身上的「不幸」轉移至盾上，並降臨在對方的身上。雨葛蘭曾以此技讓蒼都用於防禦的鋼鐵能力失效而被劈成兩半致死。
能力「全知全能」（Almighty）
入夜後與優哈巴哈交換力量，可以使用其全知全能的能力預見未來。
佩尼達·帕卡賈（Pernida Parnkgjas，沛尼達·帕倫卡傑斯）
聲優：島田敏（日本）；李世揚（台灣）
聖文字代號「C」，象徵能力為「強制執行」（Compulsory）。優哈巴哈親衛隊成員之一。
平時面部被斗篷遮蔽而全黑，眼睛呈現兩顆光球般，說話聲音細小且斷斷續續。習慣利用能力將戰敗敵人的屍首加以支解並搓成球狀。實際身份是「靈王的左手」，負責掌管「前進」，體型跟一個人的大小差不多，手掌上有單眼雙瞳孔，指尖連有鐵鍊，斷裂的手指能生成新的左手。認為自己是滅卻師，一旦敵人說出汙辱滅卻師的言語就會變得憤怒。可用自身整隻手掌的製造出靈弓來發射「神聖滅矢」，甚至是以五根手指的指尖製造出靈弓。能吸收他人的能力和說話用語而進化。
千年血戰篇中，偕同優哈巴哈、雨葛蘭與親衛隊成員進攻靈王宮，在尼昂索被零番隊成員修多羅千手丸殺害後，發動能力擊敗前來護衛千手丸的靈王之盾，奉傑拉德的命令處理千手丸的屍體（實為千手丸製造的分身），後與其餘三名星十字騎士團成員被曳舟桐生使用樹籽生成的「產褥」困限其中，還試圖解決殺害傑拉德和利捷的二枚屋王悅，反遭王悅持斬魄刀迅速地貫穿頭部而陣亡。死後被優哈巴哈藉由「聖別」的力量復活，在靈力獲得強化的狀態下張開了翅膀，並破解桐生的「產褥」。之後接收優哈巴哈命令發動能力使四楓院夜一的手扭曲而無法動彈。
在優哈巴哈將靈王宮改建為真世界城後，負責守衛真世界城，對上更木劍八與涅繭利等人，並顯露出自己的真面目而對涅發動攻擊。被涅的「金色疋殺地藏 魔胎伏印症體」吞噬後釋放「神聖滅矢」破體而出，並持續對涅展開攻勢。在中了音夢的「神經凝結劑」後，使用了先前吸收的「魔胎伏印症體」能力使毒無效化、脫了死去的皮產生全新完好的軀體。當他被音夢的「義魂重輪槍」正面擊中後，仍能以神經觸手將音夢炸成碎片並吞噬她的肉塊，但因涅繭利奪回了音夢用於抑制自身細胞加速分裂的大腦，使他吞噬肉塊之後過度成長以致自我毀滅而死。
能力「強制執行」（Compulsory）
將靈子注入血管中並轉化成觸手狀，以自己的神經入侵敵人的身體來強制控制對方的動作，也能用以控制無機物質（如牆壁或「神聖滅矢」）對敵人作出強勁的物理攻擊，同時還能從神經接觸到的物體上吸收訊息而進化。
技「分身」（Avator）
「強制執行」的衍伸招式，被扯斷的手指能瞬間成長為一個新的左手並對敵人作出攻擊，此分身同樣擁有「強制執行」的能力，但分身的單眼中只有一個瞳孔。在與修多羅千手丸對峙時，佩尼達還曾露出一隻和常人手掌同樣大小的左手。
技「超速再生」（Speeding Regeneration）
「強制執行」的衍伸招式，在未受到致命傷的前提下，瞬間使傷口痊愈或者使斷肢再生的能力。
技「神聖滅矢」（Heilig Pfeil）
從五根手指上的弩弓射出靈子箭矢攻擊對手，更能以自己的神經控制箭矢的方向以追擊對手。佩尼達曾在被涅的「金色疋殺地藏 魔胎伏印症體」吞噬後釋放「神聖滅矢」破體而出。
亞斯金·納克魯瓦爾（Askin Nakk Le Vaar，阿斯金·納克瓦爾）
聲優：武內駿輔（日本）；李世揚（台灣）
聖文字代號「D」，象徵能力為「致死量」（Death Dealing）。優哈巴哈親衛隊成員之一（進攻靈王宮後）。
特徵是額前留著單束微卷的瀏海，左手臂配戴結狀護臂（可從其中取出摺疊式的弓），手掌寬大的黑色短髮男子。將雨葛蘭視為看不見的帝國的「次任皇帝」。個性傲慢且怕麻煩，容易緊張，發言時常帶有挖苦諷刺之意，自稱自己不擅長瑣碎的事情，在戰鬥時較喜歡一口氣和對手分出勝負。喜歡喝咖啡歐蕾。
千年血戰篇中，作為星十字騎士團團員接受命令在太陽之門集合進攻屍魂界。在巴茲比和雨葛蘭為優哈巴哈宣布讓石田雨龍擔任繼位領導者一事發生口角爭執的時候，出面制止兩者間的衝突，並提醒巴茲比和雨葛蘭需留意在旁偷窺的好事者。
在瀞靈廷化為銀架城宮殿後再次進攻屍魂界，出現在技術開發局中，試圖挑釁十二番隊隊長涅繭利，反遭後者識破其意圖而未能得逞。後透過望遠鏡窺見劍八和葛雷密的決鬥，為了不被捲入兩者間的爭鬥而離開現場。偕同優哈巴哈、雨葛蘭與親衛隊成員進攻靈王宮，在佩尼達處理修多羅千手丸的屍首（實為千手丸製造的分身）後，與其餘三名星十字騎士團成員被曳舟桐生使用樹籽生成的「產褥」困限其中，被二枚屋王悅持刀砍到要害，但僥倖未死亡，還試圖運用能力逼迫王悅在放血致死或被自己的血液殺死的情境二擇一，豈料王悅藉著麒麟寺天示郎調製的紅溫泉，將失去的血液全部替換成全新的血液，因為一時大意被王悅持刀砍中胸膛身亡，但被優哈巴哈用「聖別」復活。在優哈巴哈將靈王宮改建為真世界城後，負責守衛真世界城，被忽然現身的葛力姆喬·賈卡傑克突襲，對此扔出劇毒的「禮物之球」使其倒地不起，後與前來的黑崎一護對峙，因感覺到京樂春水的卍解「花天狂骨·黑松心中」所釋放的大範圍靈壓而寒顫，仍獨自戰勝一護並運用能力牽制茶渡和織姬的行動，被趕到現場的四楓院夜一及時制止，和夜一、夕四郎咲宗、浦原喜助交戰。結果被浦原喜助施展卍解牽制行動，遭歸刃狀態的葛力姆喬徒手貫穿胸膛捏爆心臟而死，死前向兩人透露「猛毒領域」的毒性將會在自己死後增強，但他認為浦原一定有辦法解脫。
卷首語——「你說有毒，現在感覺頭暈了吧？」——單行本第六十八集《THE ORDINARY PEACE》（最初的和平）。
能力「致死量」（Death Dealing）
無法直接發動的能力，當亞斯金遭受足以致命的創傷的時候，可保住亞斯金的生命使其不致於死亡，同時也能讓亞斯金品嘗特定物質的時候，準確地預測出該物質可讓敵方致命的100%致死量，甚至可隨著亞斯金的意思上下調整物質致死量的極限（例如品嘗血液後，調降血液的致死量數值，可讓敵方在體內充滿血的情況下斃命，相對地亞斯金亦會受到此能力影響令自己受傷）。但是當受到此能力影響的對象，將受到亞斯金調整致死量標準的一定分量物質排出體外後，則會讓能力無法持續影響身體（血液則視該對象的體重和亞斯金調整的致死量而定）。亞斯金本人認為這項能力非常遜而厭惡這項能力。
技「禮物之球」（Present Ball）
「致死量」的衍伸招式，向敵人扔出一顆含有「致死量」能力的球狀物，又名「毒藥之球」（Poison Ball）。能夠在對手接觸到球體的瞬間吸入「致死量」能力而倒地不起，葛力姆喬·賈卡傑克曾大意中了這招而倒地。
技「毒藥之浴」（Gift Bad）
「致死量」的衍伸招式，創造出含有「致死量」能力的大範圍池子，又名「毒藥之池」（Poison Pool）。能夠讓踏進該範圍的對手受「致死量」能力影響，達到牽制行動的作用。亞斯金使用此招牽制茶渡和織姬時，透過調整「靈子濃度的致死量」，企圖令兩者因為靈子中毒而窒息身亡，藉機擊潰對手，但因為夜一及時介入而未能得逞。
技「猛毒領域」（Gift Bereich）
「致死量」的衍伸招式，創造出含有「致死量」能力的大範圍半圓形結界困住對手。在亞斯金死後，他出於自身考量而給予此能力的限制便被解開，會使毒性大幅強化。
技「猛毒戒指」（Gift Ring）
「致死量」的衍伸招式，專門用於對抗「致死量」難殺死的對手。創造出含有「致死量」能力的戒指型圓環，將能力集中於一點，瞬間消失後擊中對手，可讓對手被能力打穿的部位瞬間死亡。浦原喜助被此技傷及右眼。
型態「神之毒見」（Hassein）
亞斯金的完聖體型態，頭部出現滅卻師的五線星光芒，眼睛被靈子形成的眼罩防護，背部和腰部出現物理化學的原子圖案般的雙翼和護環，雙臂配戴手環並懸浮著多枚扁平小光球，腹部呈現「丄」型排列的圓形飾物。此狀態的亞斯金可適應毒性變化，達到免疫效果，且還能以靈力形成的連珠形長棍進行近戰。
技「神聖滅矢」（Heilig Pfeil）
從手裡的弩弓射出靈子箭矢攻擊對手。
邦比愛塔·芭絲塔拜因（Bambietta Basterbine，班比艾塔·巴斯塔拜）
聲優：竹達彩奈（日本）；馮嘉德（台灣）
聖文字代號「E」，象徵能力為「爆擊」（Explode）。
頭戴有看不見的帝國記號的軍帽，蓄著過腰的紫色長髮，深紫色雙瞳，身穿短裙裝，胸前別著心型徽章，繫著心型徽記腰帶，穿著黑色長絲襪與長靴的少女。武器是把刀鋒呈現分岔狀的短軍刀。是星十字騎士團少數的女性團員裡，擁有最高位階的女性成員。
個性活潑驕傲且任性妄為，無論是面對敵人和基層成員都同樣不手軟，習慣在生氣的時候，藉故邀約長相較為英俊的男性基層成員，實則藉由殺害被其邀約的對象，作為宣洩情緒的手段。但只要其他人故意令她難堪，就會當場惱羞成怒。僅是出手的瞬間，便能輕易地貫穿多層牆壁並留下矩形的中空痕跡，而且在極其盛怒的情況下所爆發的靈壓，甚至還能摧毀週遭的建築物。對於優哈巴哈任命石田雨龍擔任看不見的帝國繼任領導者的決策感到震驚和擔憂。
千年血戰篇中，作為星十字騎士團團員接受命令在太陽之門集合進攻屍魂界，才剛見到前來阻止她開始屠殺死神的七番隊隊長狛村左陣，便嘲笑屍魂界竟然人手不足到連一隻「小狗」都能當隊長，並使用胸章盜走狛村的卍解「黑繩天譴明王」。在察覺到黑崎一護靈壓突然消失的異象過後沒多久，隨優哈巴哈率領的星十字騎士團一同返回冰之宮殿。為了宣洩情緒再次殺害男性基層成員，招致莉托托、米妮娜、嘉蒂絲、吉賽爾的議論，為此動手破壞牆壁令她們安靜下來，並向她們表示自己對看不見的帝國的未來感到擔憂。
在瀞靈廷化為銀架城宮殿後再次進攻屍魂界，與其他女性星十字騎士成員走散，對抗兩名隊長平子真子和狛村左陣，在狛村使用「侵影藥」取回卍解後，她使出「滅卻師完聖體」作戰，瞬間重創平子，炸毀狛村穿戴的鎧甲。不料狛村先前奉獻自己的心臟習得「人化之術」，短暫地化為不死之身，使出新型態的卍解「黑繩天譴明王·斷鎧繩衣」重創邦比愛塔。事後莉托托、米妮娜、嘉蒂絲、吉賽爾抵達現場，吉賽爾將邦比愛塔殺死並變成殭屍，受其操控迎戰斑目一角和綾瀨川弓親，並發動能力將對手炸成重傷，不久被抵達現場參戰的破面夏洛特·庫魯風以虛閃轟成重傷。之後被吉賽爾帶到隱密角落吸食血液，不久被優哈巴哈的「聖別」吸收其力量。
在官方外傳小說「Can't Fear Your Own World」再度出場，被哈斯沃德的侍從所救，仍保持殭屍的狀態。與莉托托和吉賽爾一起為救被涅俘虜的米妮娜和嘉蒂絲而行動，意外捲入時灘引發的事件。後由莉托托與死神方達成了協議，作為戰力協助解決事件，以換取米妮娜與嘉蒂絲的自由。在與時灘地戰鬥中受傷，由吉賽爾輸血治療，但似乎是血給了太多了，在事件結束後自我意識意外地恢復了一段時間。
能力「爆擊」（Explode）
向週遭放出自己的靈壓彈攻向敵人，但此能力並非「放出靈子爆彈進行攻擊」，而是「擊中靈子爆彈的一切，都會變成爆彈」。可在混淆對手的同時，進而觸發大範圍的爆炸對敵人造成傷害。雖然宣稱是無法防禦的技能，但無法對於拋棄生命的物體產生作用，因此對使用「人化之術」的狛村和「黑繩天譴明王·斷鎧繩衣」絲毫不起作用。
型態「神之炎」（Zofiel）
邦比愛塔的滅卻師完聖體，頭頂出現五角星形，背部伸展出羽翼末梢呈現分離狀的靈子雙翼。此狀態的邦比愛塔可在空中飛行，並配合「爆擊」能力來從雙翼末端射出大規模的靈子光球，炸毀光球所觸及的事物。
艾斯·諾特（As Nodt）
聲優：松岡禎丞（日本）；江志倫（台灣）
聖文字代號「F」，象徵能力為「恐懼」（Fear）。
留著中分的黑色長髮，沒有眉毛和嘴唇（加入星十字騎士團前蓄著短髮，仍保有嘴唇），牙齒外露，附著多枚錐狀物的黑色面罩遮住雙眼以下的臉孔，有著深沉的黑色雙眼，身材高挑且瘦削，纖細的手指，將滅卻師十字別在眼球下方，留著黑色指甲的男性。平時沉默寡言、眼神僵硬，表情幾乎沒有太大的變化，但在奪去對手的卍解時，卻會露出詭異的笑容。以第一人稱「吾」稱呼自己。唯一會害怕的事物是被優哈巴哈責罵及奪走身軀。成為星十字騎士團成員前，本為僥倖於聖別行動中存活，篤信宗教且擔憂自己死後淪入地獄的命危患者，後由於優哈巴哈現身探望並賜與力量，從而獲得重生，但也因此導致自己的容貌變得異於常人。
千年血戰篇中，作為星十字騎士團團員接受命令在太陽之門集合進攻屍魂界，對抗六番隊正副隊長朽木白哉與阿散井戀次。起初被對方的「千本櫻」弄傷右手，但其後使用胸章盜走白哉的卍解「千本櫻景嚴」，還利用「恐懼」的能力令白哉受到動搖，表明恐懼為無法抗拒的本能，在白哉稍有猶豫而停住腳步時用手貫穿他的身體，還釋放封存在胸章裡的卍解重創白哉。其後和巴茲比、納納納趁著總隊長山本元柳齋重國獨自走向優哈巴哈的空檔，試圖偷襲對方但未能得逞，反被山本使用斬魄刀「流刃若火」釋放的火焰燒成重傷，因巴茲比的火焰抵銷逃過一劫後移動至別處。在察覺到黑崎一護靈壓突然消失的異象過後沒多久，隨優哈巴哈率領的星十字騎士團一同返回冰之宮殿。
在瀞靈廷化為銀架城宮殿後再次進攻屍魂界，攔截抵達瀞靈廷支援護廷十三隊的朽木露琪亞，試圖利用「恐懼」的能力動搖露琪亞的心智，孰料露琪亞藉著發動「袖白雪」的能力，降低自己的體溫，暫時停止體內的生命分子活動，導致「恐懼」的能力無法對其產生作用，被處於「絕對零度」狀態的露琪亞揮刀砍中身體而暫時全身凍結。但為了不想讓優哈巴哈責罵，自行脫困冰封而發動了「神之怯懦」，卻在準備用能力收拾露琪亞時，被前來援救的白哉及時制止。見到已取回卍解的白哉僅以始解便破解他的能力後，憤怒之餘變身成第二型態準備收拾白哉，但白哉主動退出戰局，讓露琪亞繼續和他交戰，最後被露琪亞施展卍解「白霞罸」凍結全身，化作碎冰凋零而死。
卷首語——「活著跟別人讓你活著並沒有差別，就像死去跟遭到別人殺死也沒差一樣。」——單行本第六十三集《HEAR,FEAR,HERE》
能力「恐懼」（Fear）
從身邊憑空創造並操控錐子般的光箭，攻擊週遭的敵人，而且任何物理形式的防禦皆無法阻擋光箭。被光箭擊中的活體對象，心中的一切事物都會化為恐懼，進而對週遭的一切疑神疑鬼，甚至無法專心思考。普通的死神要是遭到此術攻擊，將會因為過於恐懼而慘叫發狂，禁不起煎熬，導致內心被燒灼殆盡，最終窒息而亡，若是擊中非生命體，則會滲透出墨黑色的液狀物。缺點是對於非生命體或是身體停止生命分子活動的對象無法產生作用。
型態「神之怯懦」（Tatar Foras）
艾斯·諾特的滅卻師完聖體，頭部出現附有多枚尖刺圓光環的滅卻師五角星形光環，雙眼下方滲出血水，上半身胸膛骨節畢露，雙臂配戴黑色長手套，身穿白色貼身衣袍，背部出現兩片荊棘般的線環狀靈子雙翼，縫合的痕跡從喉嚨延伸至下半身裙襬。此狀態的艾斯·諾特，可大幅強化「恐懼」的威力，讓注視他的敵人神經系統受到控制，還能創造出環繞敵人的巨型眼牆。被眼牆所注視的敵人，將會被恐懼癱瘓行動，即便閉上雙眼，仍無法防禦「恐懼」的作用，而且還會增強「恐懼」的作用威力，讓恐懼迴響在自己的心裡，最終將使內心燃燒殆盡，窒息死亡。缺點是恐懼的眼牆無法對牆外的敵人產生作用，而且還會被物理形式的攻擊所破壞。當艾斯·諾特變身成第二型態的時候，會從身體中央的縫合痕跡，噴出大量的血液，原本身軀的外皮被褪去，懸吊在頭部的外圍，身體會變成容貌駭人，眼球外凸，肋骨外露，下肢扭曲，體積遠大於瀞靈廷建築物的巨人。形象参考自午夜凶铃里的女鬼贞子。
莉托托·蘭帕朵（Liltotto Lamperd，莉露多托·藍帕德）
聲優：悠木碧（日本）；馮嘉德（台灣）
聖文字代號「G」，象徵能力為「大食客」（Gluttony）。
特徵是留著齊瀏海黃色短髮，身材嬌小，頭戴有看不見的帝國記號的軍帽，腰側配戴心形匣子，穿著排扣連身裙裝和過膝長靴的少女。個性冷靜但說話語氣粗鄙毒舌，時常在行動期間吃東西，習慣在空中移動時，撐著一把傘在空中飄浮，經常和米妮娜、嘉蒂絲、吉賽爾結伴行動並吐槽其他成員的舉動。在過度消耗體力和施展技能後會感到相當饑餓。使用武器為弓身附有鋸齒狀紋路和心型徽記，可變成猶如張嘴般的特製短弓。被邦比愛塔暱稱為「莉莉」（Lil）。
千年血戰篇中，在優哈巴哈報告完後和米妮娜、嘉蒂絲、吉賽爾一同進到了邦比愛塔的房間，出言批評邦比愛塔殺害基層成員宣洩情緒的行為。
在瀞靈廷化為銀架城宮殿後進攻屍魂界，趁著出發前告訴邦比愛塔應該與其及米妮娜、嘉蒂絲、吉賽爾共同行動，卻在星十字騎士團陸續展開行動之際出爾反爾，擅自拋下邦比愛塔，躲在冰之宮殿的角落休憩觀戰，令邦比愛塔盛怒之餘使用瞬間爆發的靈壓摧毀附近的建築。後與另外三名女性星十字騎士現身處置遭狛村擊敗的邦比愛塔，襲擊護廷十三隊的成員。欲對身受重傷的十一番隊隊長更木劍八痛下殺手之際，黑崎一護及時抵達現場並與之交戰。其後被抵達現場的巴茲比射傷腹部，轉而和其餘到場的四名男性星十字騎士團成員聯手追擊一護，反遭前來支援的戀次、白哉、露琪亞、修兵、一角、弓親出面制止，遂發動完聖體對抗一行人。為了閃避佩佩的「愛」的能力，反不慎讓米妮娜被佩佩的能力擊中身軀，被受到佩佩操控的米妮娜使用怪力毆成重傷，迫於情況緊急而出手擊敗米妮娜，發動暴食的能力殺害佩佩以報復其欲陷害她的行徑，不久被優哈巴哈的「聖別」吸收其力量而重傷。後隨巴茲比到京樂等人面前，打算對付背棄自己的優哈巴哈，協助死神們製造並開啟通往靈王宮的道路。在與吉賽爾獨自對上優哈巴哈時，遭對方擊敗，倒地前注意到巴茲比被雨葛蘭打倒。
在官方外傳小說「Can't Fear Your Own World」再度出場，被哈斯沃德的侍從所救，成為騎士團中的少數倖存者之一。之後為救被涅俘虜的米妮娜與嘉蒂絲，與吉賽爾和邦比一同前往虛圈，召集失散的倖存成員，意圖組建救援部隊，意外捲入時灘引發的事件。之後前往屍魂界，與死神方達成了協議，作為戰力協助解決事件，以換取米妮娜與嘉蒂絲的自由。事件結束後，做為看不見的帝國代表與屍魂界簽訂互不干涉協議，後和米妮娜、嘉蒂絲、吉賽爾與邦比愛塔一起前往歐洲某地隱居，過上和平的生活。
能力「大食客」（Gluttony）
能將自己的嘴巴伸長且變成大口的模樣將敵人啃食殆盡。在官方外傳小說「Can't Fear Your Own World」中提及，在消化前擁有所食對象或物件的能力，若吃下與滅卻師相性差的虛或破面會讓她的胃感到難受。能力参考自七宗罪里的大罪暴食和山海经里喜欢吃的凶兽饕餮。
型態「神之飢餓」（Gagael）
莉托托的滅卻師完聖體，頭頂出現五角星形，背部伸展出呈現鋸齒狀的靈子雙翼。
技「叉」（Spork）
莉托托將她的手鐲變成一個大型捕獸夾發射，可以輕鬆摧毀建築物。
技「刀」（Spife）
利用手鐲形成帶刃長鞭，能遠距離攻擊敵人。
技「黃金夾」（Golden Crunch）
利用雙手鐲從地上投射到目標身上的超大型捕獸夾。
技「神聖滅矢」（Heilig Pfeil）
從手裡的短弓射出箭頭為張嘴般的圓頭型箭矢攻擊對手。
能力「聖隸」（Sklaverei）
巴茲比（Bazz-B，巴茲B）
聲優：小野友樹、小林千晃（幼少期）（日本）；曹冀魯（台灣）
聖文字代號「H」，象徵能力為「灼熱」（Heat）。本名「巴薩德·布拉克」（Bazzard Black）。
留著豎天的紫色龐克頭，紫紅色雙眼，左耳配戴螺絲，右耳配戴螺帽般的耳飾，頸部掛著深色的星形項墜，配戴黑色手套和臂章（右臂的臂章附有骷髏圖案），穿著領口開岔的布鞋的青年。個性鮮明且易衝動，非常忌諱別人取笑他的髮型和審美品味。使用武器是把弩弓。對於優哈巴哈宣布讓石田雨龍繼任看不見的帝國領導者位階的決策，以及雨葛蘭對此保持沉默的表現頗為不滿。
小時候是某西方國家前領主的兒子，自稱是天才，當時名為「巴茲」（Bazz）（此名現已不再使用）。曾在森林中意外遇見雨葛蘭，在看見其文弱的模樣而決定收他作為小弟（朋友）。後來兩人居住的城鎮遭優哈巴哈燒毀，而決心要殺死優哈巴哈。五年後，與雨葛蘭在森林中修練之餘，主動要求正在徵兵的看不見的帝國憲兵加入星十字騎士團，但遭對方冷落而與其大打出手，隨後被優哈巴哈的靈壓壓制在地。在得知雨葛蘭能力之後的三年，他憑藉實力加入了星十字騎士團，並多次打算要向雨葛蘭挑戰，不過都遭到拒絕。
千年血戰篇中，作為星十字騎士團團員接受命令在太陽之門集合進攻屍魂界，瞬間殺害三番隊副隊長吉良井鶴以及三名席官。其後和艾斯·諾特、納納納趁著總隊長山本元柳齋重國獨自走向優哈巴哈的空檔，試圖偷襲對方但未能得逞，他在用自己的火焰抵銷山本使用斬魄刀「流刃若火」釋放的火焰後移動至別處，並接令讓聖兵們進攻屍魂界後，隨優哈巴哈率領的星十字騎士團一同返回冰之宮殿。為優哈巴哈宣布讓石田雨龍擔任繼位領導者一事，和雨葛蘭發生爭執，旋即被忽然現身的亞斯金·納克魯瓦爾及時出面制止，才結束這場衝突。
在瀞靈廷化為銀架城宮殿後再次進攻屍魂界，對抗十番隊正副隊長日番谷冬獅郎和松本亂菊，試圖以火焰攻擊冬獅郎時不料被對方製造的真空冰層擋下，且還被一擊貫穿身軀。但仍再次站起戰鬥並諷前者「我根本，還沒開始戰鬥」，接連使出絕技重創冬獅郎，欲趁機解決前者之際，趕至現場的蒼都傳達優哈巴哈命令「奪去卍解的成員們，負責解決失去卍解的隊長」的訊息，巴茲比因而不情願地離開現場，讓蒼都收拾對方，並且對於葛雷密·托謬不惜創造隕石準備摧毀瀞靈廷的舉動感到震驚。在一旁偷聽五番隊隊長平子真子的話後現身阻擋於平子、副隊長雛森桃和大前田希千代面前，使用能力重創前三者。後趁著黑崎一護迎戰莉托托、米妮娜、嘉蒂絲、吉賽爾的期間，發動完聖體並射傷女性星十字騎士團成員，聯同後來趕到現場的三名男性星十字騎士團成員準備收拾一護，反遭前來支援的戀次、白哉、露琪亞、修兵、一角、弓親出面制止。優哈巴哈三人離開後，原本想與戀次談判是否要一同聯手，但反被對方駁回並稱他為「雞冠頭」，因而憤怒地發動攻擊，過程中被優哈巴哈的「聖別」吸收其力量而重傷，驚覺自己實為優哈巴哈的棄卒。之後苟延殘喘地察覺屍魂界的崩壞，決定對付背棄自己的優哈巴哈，向京樂等人提出要他們帶自己、莉托托和吉賽爾一起到靈王宮的交換條件，還殺死打算攻擊對方的納納納，協助死神們製造並開啟通往靈王宮的道路，在殺死雨葛蘭的手下後獨自與其對抗。最後在釋放出「燃火全指」時反遭對方一擊秒殺而倒地，並向雨葛蘭透露自己敗給他並沒有想像地那麼不甘願。
卷首語——「槍彈、鉤爪、軍旗、刀劍，萬事俱備，就等著你來。」——單行本第六十九集《AGAINST THE JUDGEMENT》（對抗審判）。
能力「灼熱」（Heat）
藉由凝聚靈子來從雙手產生異常強大的火焰攻擊敵人，巴茲比稱其為連山本元柳齋重國始解「流刃若火」的火焰都能相剋的攻擊。
技「燃火頓足」（Burning Stomp）
「灼熱」的衍伸招式。將灼熱的高溫積蓄於足部，朝地面奮力地踩踏，所散發的熱氣甚至足以將大範圍的冰寒霧氣瞬間蒸發。
技「燃火之指·1」（Burner Finger 1）
「灼熱」的衍伸招式。將極度灼熱的高溫積蓄於右手食指，接著朝前方射出威力驚人的炎柱貫穿敵人的身軀。亦也能發射出子彈型火焰來攻擊。巴茲比曾施展此技殺害吉良井鶴及「U」納納納·納賈庫普。
技「燃火之指·2」（Burner Finger 2）
「灼熱」的衍伸招式，「燃火之指·1」的強化版。將極度灼熱的高溫積蓄於右手食指和中指，接著朝前方射出威力更加驚人的炎柱貫穿敵人的身軀，擊中目標物的瞬間，會造成大規模的爆炸，進而摧毀週遭的建築物。
技「燃火之指·3」（Burner Finger 3）
「灼熱」的衍伸招式，「燃火之指·2」的強化版。將極度灼熱的高溫積蓄於右手食指、中指和無名指，接著朝前方射出威力驚人的熔岩貫穿敵人的身軀，敵人被熔岩吞沒時，一瞬間就會化成白骨。
技「燃火之指·4」（Burner Finger 4）
「灼熱」的衍伸招式，「燃火之指·3」的強化版。將極度灼熱的高溫積蓄於併攏的右手食指、中指、無名指、尾指，形成宛如刀狀的火焰包圍右臂前段，接著一鼓作氣地朝前方射出威力更加驚人，變成形如鯊魚背鰭般的大範圍爆焰，可將任何座落於攻擊範圍裡的事物燒成灰燼。
技「燃火全指」（Burning Full Fingers）
「灼熱」的衍伸招式，「燃火之指·4」的強化版，目前已知巴茲比最強的招式。將極度灼熱的高溫積蓄於左手的五根手指，接著朝前方射出威力驚人的漩渦狀錐形火焰，可將任何座落於前方攻擊範圍裡的事物燒成灰燼。巴茲比最後本欲使出這招對抗雨葛蘭，但仍被對方一擊秒殺而倒地。
型態「名稱不明」
巴茲比的滅卻師完聖體，頭頂出現椎狀星芒的滅卻師五角星，背部出現長棍狀的雙翼。不只能夠讓「灼熱」的威力增強，也能夠增加火焰命中的準確度。
技「神聖滅矢」（Heilig Pfeil）
從手裡的弩弓射出靈子箭矢攻擊對手。巴茲比本欲使用此技對一角展開反擊，結果反被露琪亞運用「袖白雪」散發的寒氣凍結弩弓，導致弩弓受到寒氣的影響當場凍成碎片。在之後的戰鬥中再次拿出新的弩弓對抗雨葛蘭。
蒼都（Cang Du）
聲優：倉富亮（日本）；林谷珍（台灣）
聖文字代號「I」，象徵能力為「鋼鐵」（Iron）。
留著黑色短髮，有著細長的鳳眼，左嘴唇邊有條傷疤，穿著功夫鞋的青年。性格冷靜罕言，即使聽見優哈巴哈任命石田雨龍作為繼承者一事，仍不發一語。行事風格強硬，不相信所謂的泛神論，認為生前共同生活患難的對象，便應該於臨終時同赴黃泉。武器是套在雙手臂前端的銳利銅色鋼爪。
千年血戰篇中，作為星十字騎士團團員接受命令在太陽之門集合進攻屍魂界，使用胸章盜走十番隊隊長日番谷冬獅郎的卍解「大紅蓮冰輪丸」之餘，還試圖使用前者的卍解擊敗對方，但由於總隊長山本元柳齋重國為了解決優哈巴哈而施展卍解「殘火太刀」，令屍魂界的溫度逐漸攀升，連帶地讓仰賴大氣水分的「大紅蓮冰輪丸」失去作用，讓纏於蒼都身上的冰漸漸消退。在察覺黑崎一護靈壓突然消失的異象後，隨優哈巴哈率領的星十字騎士團一同返回冰之宮殿。
在瀞靈廷化為銀架城宮殿後再次進攻屍魂界，截擊並重創十番隊副隊長松本亂菊，介入巴茲比和冬獅郎之間的對決，準備親手使用封存於胸章裡的「大紅蓮冰輪丸」解決冬獅郎和亂菊，未料浦原喜助及時抵達從虛圈趕至屍魂界，藉由技術開發局的協助，將阻止滅卻師掠奪卍解的藥劑「侵影藥」交與正副隊長們使用，冬獅郎亦因「侵影藥」取回卍解，對此蒼都決意盡速解決此戰，但反被冬獅郎趁機冰封至巨型的十字冰華裡；同時也因為對方取回卍解，使其得以施展「滅卻師完聖體」從冰層裡脫困而保住性命，然而因戰敗責任被星十字騎士團押送回銀架城，雖然一度用能力擋下雨葛蘭的制裁，宣稱自己不會被優哈巴哈以外的對象所殺，但仍被雨葛蘭破解能力，遭其持劍劈成兩半致死。
能力「鋼鐵」（Iron）
藉由硬化自己的身體，提升防禦力。蒼都在雨葛蘭·哈斯沃德欲持劍處決其之際，利用此能力擋下前者的斬擊，但隨後被雨葛蘭運用「世界調和」的能力加以破解。
技「蛇勁爪」（She Jin Zhao）
將雙手握拳併置於胸前，積蓄大量的靈壓，朝對手使出形若巨蛇的氣功發動攻擊。
基路傑·歐丕（Quilge Opie，基爾傑·歐霹）
聲優：山寺宏一（日本）；李世揚（台灣）
聖文字代號「J」，象徵能力為「監獄」（Jail）。虛圈統括狩獵隊長。
頭戴軍帽，配戴附通訊裝置的圓框墨鏡，軍裝外披有滅卻師的白短斗篷，面容削瘦，八字眉，有著鮮明嘴唇的短髮男子。阿帕契和米菈·羅茲都用「眼鏡猴」來謔稱他。能將腰間掛著的滅卻師十字墜鍊，變成一把附有刀鞘的軍刀（將刀子收回刀鞘時，則變回滅卻師十字墜鍊）。為人驕傲殘酷，挑選破面時會殺害任何對他提出疑問的破面為優先並樂在其中，也會毫不猶豫地直接抹殺臨陣脫逃的部下，對於藍染惣右介、石田雨龍的事蹟有所耳聞。
千年血戰篇中，奉優哈巴哈的命令，前往虛圈揀選足以充當看不見的帝國旗下兵力的倖存破面。在過程中遭遇洛莉·艾溫和梅諾莉的突襲，以此認定洛莉和梅諾莉的勇氣符合優哈巴哈的要求，因此制服她們後交付屬下管束。之後基路傑試圖對襲擊他的艾米露·阿帕契、弗朗切絲卡·米菈·羅茲、香·孫孫勸降，但未能成功，而將三人砍成重傷。在和黑崎一護碰面時，說出一護是「特別記載戰力」，施展「滅卻師完聖體」的型態，與一護、犽翁再次展開激戰，並使用「聖隸」吸收犽翁的肢體與力量，令茶渡、織姬、阿帕契、米菈·羅茲、孫孫受到「聖隸」的能力影響而受傷。因為受到一護的影響，導致身上的靈子變成紛亂狀態，被浦原喜助施展「重擊白雷」貫穿腹部重傷，但基路傑仍藉著「亂裝天傀」重獲行動能力，將一護封鎖在黑腔內並重創浦原等人，但最終在疏於防備的情況下，被葛力姆喬·賈卡傑克從後方一刀劈成兩半。
- 卷首語——「軍勢壯盛，吹起喇叭，耳鳴不止就有如星屑，軍靴發出的聲音就有如雷鳴。」——單行本第五十六集《MARCH OF STARCROSS》

能力「監獄」（Jail）
從刀尖射出堅固的靈子牢籠困住對手，還能利用靈子形成的條狀封印鎖住黑腔兩端的出入口。被困在牢籠內的對手雖能透過通訊工具接收外界傳來的訊息，但卻無法將任何訊息傳送給位於通訊系統彼端的外界人士，且在靈子牢籠本身的靈壓耗盡之前不會因為施術者的死亡而消失。缺點是對於同屬滅卻師或是具備滅卻師血統的對象使用時難以維持禁錮的效果。
型態「神之正義」（Biskiel）
基路傑的滅卻師完聖體，將靈力聚集在附著滅卻師徽記的手套上，形成一道頂端為圓形和短十字疊合的靈能光錐包圍施術者。光錐破碎後，施術者的頭頂出現滅卻師印記的光圈，雙眼的虹膜變成多重圈狀，身上則覆蓋著靈力組成的翅膀、肩帶、護腕和短靴的姿態。此狀態的基路傑武器為和自己合而為一的軍刀，刀尖可藉著吸收週遭的靈子，大幅提升自己的攻擊力，還可以在短距離內以衝刺飛行的方式移動。發動「聖隸」（Sklaverei）吸收犽翁的身體後，兩排粗獷的矩形牙齒取代基爾傑的嘴部，背上的靈子雙翼出現巨大的眼睛，左手臂變得異常粗壯，背後出現一條白色的蟒蛇。
技「神聖滅矢」（Heilig Pfeil）
將滅卻師十字墜鍊化為軍刀，使刀刃上出現靈子組成的結狀弧線，射出多枚靈力組成的光箭攻擊對手。基路傑利用此技對一護發動攻擊，反被一護截擊並空手擲回。
能力「聖隸」（Sklaverei）
僅能在滅卻師完聖體形態下施展的招式，將「靈子集束」提升至極限，達到靈子「絕對隸屬」的境界。可大幅吸收週遭環境與生物的靈子，還能將被吸收靈子的生物肢體融合在自己的身上，提升攻擊的力量。被吸收靈子的活體生物不但會因此受到傷害，更嚴重的甚至會被吸光全身的血肉而當場死亡。缺點是只要頭上的光盤遭到破壞，就無法發動這項能力，而且利用能力吸收的活體生物力量會隨著時間逐漸流逝，最終將完全消失。
能力「亂裝天傀」（Ransōtengai）
藉由製造靈子形成的絲線，像控制木偶般，重新令手腳能夠活動的超高級滅卻師戰術。基路傑遭到浦原喜助重創後，便以完聖體狀態的殘存雙翼骨架，作為絲線的支撐架，控制原本因重傷而無法動彈的四肢。
畢·傑·奈因（BG9）
聲優：田中秀幸（日本）；李世揚（台灣）
聖文字代號「K」，象徵能力不明。
配戴類似中古騎士的斧形鐵面罩，全身被改造為機械的滅卻師成員。武器是藏於斗篷裡的大型機槍，亦能從身體的柱狀物，伸出多隻自由伸縮的利器攻擊對手。個性冷酷無情，自稱從初始時便沒有所謂的生命，擅於分析對手的招式，會藉著攻擊對手重視的對象，作為逼供的手段，若是受威脅的對象堅持不吐實或沒有在時限內回答他的問題，將會遭受更加殘酷的攻擊。
千年血戰篇中，作為星十字騎士團團員接受命令在太陽之門集合進攻屍魂界，突然出現在二番隊隊長碎蜂身後，並且在對方施展卍解「雀蜂雷公鞭」時使用胸章將其盜走。後隨優哈巴哈率領的星十字騎士團一同返回冰之宮殿。
在瀞靈廷化為銀架城宮殿後再次進攻屍魂界，現身於二番隊副隊長大前田希千代和其妹大前田希代的面前，當著大前田的面前刺穿希代的身軀，還以大前田的家人性命作要脅，使其陷入苦戰。後被趕至現場的碎蜂破壞了手中的機槍並以「無窮瞬閧」擊中，但仍再次站起和對方展開對戰，一度壓倒性地重創碎蜂。但由於浦原喜助藉著技術開發局的協助，將「侵影藥」分發給護廷十三隊的正副隊長們，碎蜂亦因「侵影藥」取回卍解，當畢·傑·奈因發現碎蜂欲使用「雀蜂雷公鞭」對其發動攻擊後，躍至附近建築物的頂樓企圖迴避攻勢，但因大前田協助碎蜂穩固「雀蜂雷公鞭」的砲身瞄準其所在位置，被碎蜂施放「雀蜂雷公鞭」的火箭砲重創倒地；同時也因為對方取回卍解，使其得以施展「滅卻師完聖體」保住性命，然而因戰敗責任被星十字騎士團押送回銀架城，雖然他極力懇求優哈巴哈手下留情，但仍被雨葛蘭駁回並予以處決。
佩佩·瓦卡布拉達（Pepe Waccabrada，呸呸·瓦卡布拉達）
聲優：山口良（日本）；林谷珍（台灣）
聖文字代號「L」，象徵能力為「愛」（Love）。
肌膚黝黑，體型肥胖，留著末梢呈現倒「V」狀的白色及胸鬍鬚，配戴成對的護臂，身著無袖上衣和有如小丑裝的吊帶垮褲和鞋子的男性。經常將愛掛在嘴邊，宣稱戰爭是因為有愛，所以顯得悲哀而美麗。可藉著手持的單眼雙翼杖窺探週遭的事物，亦能乘坐在一座托盤上，藉此在半空中移動。
千年血戰篇中，作為星十字騎士團團員接受命令在太陽之門集合進攻屍魂界，並操縱兕丹坊襲擊技術開發局，同時也使開發局成員壺府凜被控制而攻擊成員鵯州。在巴茲比為優哈巴哈宣布讓石田雨龍擔任繼位領導者一事和雨葛蘭發生爭執的時候，躲在隱蔽的角落窺看兩者間的衝突。
在瀞靈廷化為銀架城宮殿後再次進攻屍魂界，和亞斯金觀看劍八和葛雷密的決鬥，趁著黑崎一護迎戰莉托托、米妮娜、嘉蒂絲、吉賽爾的期間，尾隨巴茲比抵達現場，準備聯手擊敗一護，但被前來支援的戀次、白哉、露琪亞、修兵、一角、弓親出面制止，為了爭奪功勞，遂運用能力操控修兵對抗白哉，還控制米妮娜將莉托托毆成重傷。短暫地和白哉交戰後，被涅繭利使用藥物破解殭屍化並變成傀儡的六車拳西和鳳橋樓十郎出面干預兩人的對決，佩佩則在遭傀儡化的拳西施以連續重擊，重傷倒地沒多久，被前來報復的莉托托以暴食的能力吞噬殆盡。
能力「愛」（Love）
只要有「心」的對象（包含死神的斬魄刀和吉賽爾的殭屍）被佩佩射中，都會因為「愛」聽命於他並受其操控，但對於能保持自我的人（如白哉）、無機物質和涅的殭屍則無法起作用。
技「愛之吻」（Love kiss）
用雙手比出心型的手勢，射出心型的異色物質控制對手。
技「愛之繩」（Love rope）
從手指射出多串心型組成的繩索攻擊並牽制對手的行動。
型態「神之情愛」（Gudoero）
佩佩的完聖體型態，發動完聖體後，頭頂會出現五角星的光芒，鬍鬚邊角上揚，背部長出附有眼睛的雙翼，身上僅著內褲和鞋子。此狀態的佩佩可從嘴裡掏出弓箭攻擊對手。
傑拉德·瓦爾基里（Gerard Valkyrie，傑拉爾德·瓦爾奇利）
聲優：小山剛志（日本）；林谷珍（台灣）
聖文字代號「M」，象徵能力為「奇蹟」（Miracle）。優哈巴哈親衛隊成員之一。
戴著附有雙翼般綴飾的假面，蓄著金色中長髮，穿著披風和黑色長褲，四肢前端穿戴護甲的男子，假面下還戴著繩箍，雙眼上下各畫有紋路。傳聞中稱他是「靈王的心臟」。性格好戰驕傲，認為沒有立戰功的成員便應該被處決，無法容忍敵方的屍體落於優哈巴哈行經的路上。武器為短劍與盾牌。
千年血戰篇中，偕同優哈巴哈、雨葛蘭與親衛隊成員進攻靈王宮，在尼昂索被修多羅千手丸殺害後現身揮劍砍傷千手丸的身軀，但實為千手丸製造的假分身。後與其餘三名星十字騎士團成員被曳舟桐生使用樹籽生成的「產褥」困限其中，率先迎擊現身的二枚屋王悅，但旋即被王悅持斬魄刀迅速斬殺而亡。死後被優哈巴哈藉由「聖別」的力量復活，在靈力獲得強化的狀態下張開了翅膀，再次迎戰零番隊成員，到達優哈巴哈的面前。
優哈巴哈將靈王宮改建為真世界城後，負責守衛真世界城，遭遇五番隊隊長平子真子、六番隊副隊長阿散井戀次、十三番隊副隊長朽木露琪亞進行戰鬥，遭眾人壓制倒地，且被六番隊隊長朽木白哉用「千本櫻」重創其身體，但隨後發動能力「奇蹟」使身體復原並巨大化，擊退了假面軍勢成員，與十番隊隊長日番谷冬獅郎、白哉、十一番隊隊長更木劍八交戰，在他的身體被釋放卍解的劍八劈成兩半後施展了「滅卻師完聖體」，並砍傷了對方的右手，之後和冬獅郎、白哉的戰鬥，過程中被優哈巴哈的「聖別」吸收其力量而死亡。名字取自于北欧神话里的女武神瓦尔基里。
形象参考自北欧神话里掌管雷电的雷神索尔和漫威系列的索尔 (漫威漫画)。
能力「奇蹟」（Miracle）
其力量是以「所負之傷」去交換「神之尺度」，並將眾人的想法（如恐懼）具象化，能讓受傷的部位巨大化並更加強化。巨大化的傑拉德擁有強大的力量，光是呼出的氣息就可造成威力驚人的風壓，而且能長出天使的羽翼。
型態「希望之劍」（Hoffnung）
為一把刀刃中央呈現黑色的雙刃劍，護手呈「V」形，擁有強大的力量和硬度。由眾人的希望凝聚而成，凡是對此劍造成絲毫損傷的人，其身體會受到由絕望化成的傷害重創。
型態「神之權威」（Aschetonig）
傑拉德的完聖體型態，能以體內的滅卻師五芒星為中心，使身體恢復原狀並死而復活，他的頭盔會變成只露出雙眼和部分嘴巴的北歐面具，肩膀浮現延伸到伸臂的紋路，下半身穿著黑白紋路相間的褲子，並有著一對天使的羽翼，整體外表像個武神，能從「希望之劍」的頂端凝聚高密度靈子摧毀大規模的城鎮街區；即使身體遭到粉碎，仍能以灵子汇聚並死而复活，此狀态的体型更加壮硕，面部与罗马头盔完全融合，只露出镜框状的双眼，颈部有着断状连接，腰部与肩部出现分离状的痕迹，肩头部位出现光锥突起，整体形象如同光之巨人。
羅伯特·阿久特隆（Robert Accutrone，羅伯特·亞裘托倫）
聲優：土師孝也（日本）；于正昇（台灣）
聖文字代號「N」，象徵能力不明。
特徵是白色短髮，蓄著鬍子，配戴方框眼鏡，排扣大衣內穿著配有領帶的白色西裝，神情嚴肅的中年男子。其個性沉穩，堅信士氣高昂的人才能獲得勝利。武器是把能夠凝聚靈子的白色手槍。
千年血戰篇中，作為星十字騎士團團員接受命令在太陽之門集合進攻屍魂界，與八番隊隊長京樂春水交戰，甫開戰便發動「滅卻師完聖體」的型態，迅速地用手槍射傷京樂的右眼，並殺害隨後而來設置通傳刀的裏廷隊人士。後察覺總隊長山本元柳齋重國充滿憤怒的靈壓時，不慎被京樂斬傷，但隨即迅速地攻擊因山本總隊長的死而動搖的京樂，並同時接令讓聖兵們進攻屍魂界，隨優哈巴哈率領的星十字騎士團一同返回冰之宮殿。
在瀞靈廷化為銀架城宮殿後再次進攻屍魂界，趁著黑崎一護迎戰莉托托、米妮娜、嘉蒂絲、吉賽爾的期間，尾隨巴茲比抵達現場，準備聯手追擊一護，反遭前來支援的戀次、白哉、露琪亞、修兵、一角、弓親出面制止，遂發動完聖體對抗一行人，被白哉擊敗，起身對莉托托道出其餘星十字騎士團被優哈巴哈當成棄卒的事實，隨後被優哈巴哈的「聖別」吸收其力量而死亡。
形象参考自肯德基的创始人山德士上校。
型態「神之步伐」（Grimaniel）
羅伯特的滅卻師完聖體，能力發動後，大幅提升施術者的移動速度，身上出現靈子凝聚而成的滅卻師光環與凹凸形光翼，左手持著一本書，武器手槍的前端形成星形的靈子印記。可藉著吸取週遭的靈子，強化手槍射擊的威力。
多利斯克·貝爾希（Driscoll Berci，多利斯柯爾·貝魯奇）
聲優：金光宣明（日本）；林谷珍（台灣）
聖文字代號「O」，象徵能力為「大量虐殺」（Overkill）。
蓄著濃密鬍鬚，五官輪廓粗曠，腰間繫有鐵鍊的彪形大漢。個性殘忍好戰、說話口氣狂妄，更以殺戮為樂，自稱在對付弱者時會感到非常疲累。能從戴於手背的護環製造出一支尾端呈十字狀的靈壓長矛，並以投擲的方式貫穿敵人。
千年血戰篇中，接受優哈巴哈的命令，隨同盧達斯抵達屍魂界下達宣戰通告，殺死了近百名的死神，途中還奪取一番隊副隊長雀部長次郎的卍解並將其殺害。後作為星十字騎士團團員接受命令在太陽之門集合進攻屍魂界，又再度殺了一百名死神，並以壓倒性的攻勢重創九番隊副隊長檜佐木修兵的同時，總隊長山本元柳齋重國隨之而來。此時興奮的多利斯克，宣稱自己就是為了使用雀部的卍解了結他的性命而來，並解放封存在胸章裡的卍解「黃煌嚴靈離宮」企圖解決對方，卻因此激怒了痛失副官的山本元柳齋重國，最後被復仇心切的山本使用斬魄刀「流刃若火」釋放的火焰身體連同骸骨被活活燒死。
能力「大量虐殺」（Overkill）
藉著屠殺其他對象提升自己的力量強度，殺害的活體生物越多，力量強度也會跟著增強，但若是殺死力量較強的人（如副隊長級）增加的幅度就會提升。
技「神聖滅矢」（Heilig Pfeil）
雙手上的圓環吸收靈壓，並且在雙手間形成巨大的標槍狀弓箭，攻擊力較高，曾用本招一擊擊殺一番隊副隊長雀部長次郎，不過卻被山本元柳齋重國一隻手抵擋了下來。
米妮娜·麥卡龍（Meninas McAllon，米妮拿·馬卡隆）
聲優：上田麗奈（日本）；江欣怡（台灣）
聖文字代號「P」，象徵能力為「力量」（Power）。
有著粉紅色的波浪長髮，粉紅色雙眼，習慣側戴附有看不見的帝國記號的軍帽，配戴中央有星形徽記的紅色領結，繫著附有心型匣子的腰帶，身穿領邊、袖口、護腕、裙襬、靴口綴有波浪邊的短袖排扣連身裙套裝，套著過膝長襪，表情鮮少，個性溫和冷靜的巨乳女性。經常和莉托托、嘉蒂絲、吉賽爾結伴行動，相當討厭佩佩。使用武器為弓身附有心型徽記的短弓。被邦比愛塔暱稱為「米妮」（Meny）。
千年血戰篇中，作為星十字騎士團團員接受命令在太陽之門集合進攻屍魂界，與朽木露琪亞交戰，在露琪亞擔心白哉而背對敵人時，出手襲擊露琪亞導致其重傷。待優哈巴哈報告完後和莉托托、嘉蒂絲、吉賽爾一同進到了邦比愛塔的房間，和莉托托與嘉蒂絲批評邦比愛塔殺害基層成員宣洩情緒的行為。
在瀞靈廷化為銀架城宮殿後再次進攻屍魂界，和莉托托、嘉蒂絲、吉賽爾脫離邦比愛塔的身邊，躲在冰之宮殿的角落休憩觀戰，和前三者現身處置遭狛村擊敗的邦比愛塔，襲擊護廷十三隊的成員。欲對身受重傷的十一番隊隊長更木劍八痛下殺手之際，黑崎一護及時抵達現場並與之交戰。其後被抵達現場的巴茲比射傷腹部，轉而和其餘到場的四名男性星十字騎士團成員聯手追擊一護，反遭前來支援的戀次、白哉、露琪亞、修兵、一角、弓親出面制止，遂發動完聖體對抗一行人。後來不慎被佩佩施展「愛」的能力擊中，受其能力操控將莉托托毆成重傷，但之後被莉托托擊敗，不久被優哈巴哈的「聖別」吸收其力量而死亡。
在官方外傳小說「Can't Fear Your Own World」再度出場，其身體被十二番隊束縛並運走，被涅作為戰力復活，成為涅骸部隊的成員之一。被涅以當時人在虛圈的莉托托、米妮娜與邦比愛塔要脅，協助捕獲銀城空吾三人以供他研究。半途被産絹彥檷打斷，意外捲入時灘引發的事件，之後莉托托與死神方達成了協議，作為戰力協助解決事件，以換取自己與嘉蒂絲的自由。
能力「力量」（Power）
擁有足以搬起一整棟建築物的怪力。米妮娜可藉著將力量凝聚於手足和敵方展開近身戰，亦可藉此舉起整棟建築物砸死對手。
型態「神之力」（Pornipora）
米妮娜的滅卻師完聖體，頭頂出現五角星形，背部伸展出多枚心型連綴而成的靈子雙翼。
技「啞鈴指揮棍」（Dumbbell Duster）
米妮娜利用啞鈴作為武器來增強自己的出拳能力。
技「啞鈴指揮棍連擊」（Dumbbell Duster Baton Beat）
啞鈴像指揮棒一樣變長，可以當作棍棒攻擊敵人。
技「啞鈴指揮棍·半圓」（Dumbbell Duster Halteres）
將啞鈴變成大型刀片形狀。
技「神聖滅矢」（Heilig Pfeil）
從手裡的短弓射出心型箭頭的箭矢攻擊敵人。
能力「聖隸」（Sklaverei）
貝雷尼克·加布利爾（Berenice Gabrielli，貝雷尼克·賈布利耶里）
聲優：KENN（日本）；江志倫（台灣）
聖文字代號「Q」，象徵能力為「異議」（Question）。
脖子掛有博洛領帶，留著粉色側分短髮，右側瀏海末梢呈現深色，半黑色的指甲，畫有眼影和黑眼圈的青年。
千年血戰篇中，作為星十字騎士團團員接受命令在太陽之門集合進攻屍魂界，和傑洛姆、羅伊德一同對抗十一番隊隊長更木劍八。在傑洛姆敗給劍八之後，滔滔不絕地向劍八說明自己的能力，但當時劍八受到傑洛姆的「咆哮」聲波影響聽不太清楚他的發言，最後被感到厭煩的劍八扯斷喉嚨而死。其屍體連同另外兩人一同被劍八扛到優哈巴哈面前示威。
能力「異議」（Question）
對敵人的一切提出異議，詳細能力不明。
傑洛姆·基茲巴特（Jerome Guizbatt，傑洛姆·古茲巴特）
聲優：藤原貴弘（日本）；林谷珍（台灣）
聖文字代號「R」，象徵能力為「咆哮」（Roar）。
特徵是向後的捲髮沒有瀏海，上揚的寬連眉，體格高壯結實，肌膚黝黑，留著銳利指甲，長著虎牙的粗曠男性。
千年血戰篇中，作為星十字騎士團團員接受命令在太陽之門集合進攻屍魂界，和貝雷尼克、羅伊德一同對抗十一番隊隊長更木劍八，雖然利用特別能力將自身變化成巨大猿猴型態攻擊對方，最後仍不敵劍八的攻勢被直接劈成兩半敗北（恢復人型）。其屍體連同另外兩人一同被劍八扛到優哈巴哈面前示威。
能力「咆哮」（Roar）
發出在短距離內足以將敵人震飛的強力聲波，且還能變身成巨大的猩猩。
馬斯科·多·馬斯庫林（Mask De Masculine，麥斯庫·德·馬斯庫林）
聲優：間宮康弘（日本）；曹冀魯（台灣）
聖文字代號「S」，象徵能力為「英雄」（Superstar）。
頭戴印著五角星型徽記的褐色面罩，頸部繫著領結，腰間繫著星徽記的腰帶，蓄著微翹的短鬍鬚，體格粗壯的男子。性格略顯憨愚，喜歡出風頭，自詡為正義的英雄，發言時偶爾會引用摔角術語，不擅蒐集對手的情報，一心只想打倒眼前的敵人，將死神視為卑鄙的惡棍。卻具備著相當敏捷的身手與驚人的力道，擅長使出摔角的招式攻擊對手。身邊跟隨著身材矮胖且配戴眼鏡的光頭小僮詹姆斯，會在戰勝對手時請求前者敲響終場鈴聲，並擺出勝利的姿勢以炫耀自己的戰績。其和詹姆斯是「一心二體」的生命共通體，只要馬斯科在戰場上存活，詹姆斯便能無限再生並發動「聲援」的能力支援馬斯科，但若是馬斯科於戰鬥期間陣亡，詹姆斯將會失去再生能力並跟著死亡。
千年血戰篇中，作為星十字騎士團團員接受命令在太陽之門集合進攻屍魂界，在企圖偷襲阿散井戀次的時候，被六番隊隊長朽木白哉及時出手制止。其後因為見到艾斯·諾特被白哉利用千本櫻的刀瓣砍傷仍不為所動，在準備上前勘查的時候，不慎踏進白哉設置的陷阱而跌落至坑洞裡，隨即在自行脫困的同時，重創企圖支援白哉的戀次。在察覺黑崎一護靈壓突然消失的異象後，隨優哈巴哈率領的星十字騎士團一同返回冰之宮殿，阻止巴茲比欲向優哈巴哈針對雨龍即位一事提出異議的衝動行為。
在瀞靈廷化為銀架城宮殿後再次進攻屍魂界，趁隙偷襲檜佐木修兵、斑目一角、綾瀨川弓親。後正打算前去查看從天而降的戀次和朽木露琪亞時，與趕至現場援救修兵的三番隊隊長鳳橋樓十郎和九番隊隊長六車拳西展開對決，以壓倒性的優勢擊敗拳西，為了解決斬斷詹姆斯身軀的樓十郎，更不惜毀去自己的鼓膜，正欲親手解決樓十郎之際，被即時出現的戀次擋下攻擊。馬斯科經由詹姆斯的聲援治癒受損的鼓膜，對戀次展開猛烈的攻勢，因為急著擊敗對手而疏於防備，導致詹姆斯被戀次劈成多枚碎塊，自己亦遭對方正面砍中腹部。被劈成碎塊的詹姆斯藉著自身的分裂再生能力，生成複數個體聲援馬斯科強化其力量，馬斯科施展「滅卻師完聖體」試圖解決戀次未果，反遭後者再次擋下攻擊，最後被處於卍解型態的戀次施展「蛇牙鐵砲」擊中身軀，當場被燒成焦炭，死狀悽慘。
詹姆斯（James）
聲優：鈴村健一（日本）；李世揚（台灣）
馬斯科·多·馬斯庫林的隨從兼粉絲。特徵是身材矮胖且配戴眼鏡的光頭小僮，稱呼馬斯科為「先生」，會在馬斯科戰勝對手時敲響終場鈴聲。負責啟動馬斯科的「英雄」能力（即為聲援），自身亦具備著過人的再生能力。只要馬斯科還活著的情況下，即便詹姆斯的肉體組織被切裂成複數的碎片仍能從中再生為全新的個體，且當他分裂成複數個體時會強化其聲援力量。於瀞靈廷化為冰之宮殿時，跟隨馬斯科進攻屍魂界，遇上三番隊隊長鳳橋樓十郎和九番隊隊長六車拳西，被樓十郎貫穿身軀且被扯成兩截，但阿散井戀次出現時仍在聲援馬斯科，被戀次碎屍萬段，但隨後生成複數個體繼續聲援馬斯科。最後在馬斯科施展「明星光束·超級新星」時站在攻擊範圍內，令全部的個體被炸成灰燼，隨後更因戀次以「蛇牙鐵砲」殺死馬斯科，使詹姆斯無法再生而徹底死去。
能力「英雄」（Superstar）
啟動能力的關鍵為身旁跟隨的小僮詹姆斯，當身邊有觀眾（詹姆斯）「聲援」戰鬥中的馬斯科的時候，將會進一步強化馬斯科的體魄和物理攻擊力，而且還能治癒身體的傷勢。隨著馬斯科的憤怒情緒逐漸高漲，馬斯科的手背將會浮現星形的紋章，令攻擊的力量提升至原先的10倍。缺點是若是馬斯科死亡，詹姆斯也會跟著死去。當詹姆斯分裂成複數個體並聲援馬斯科時會更加強化其聲援的效果，同時馬斯科的臉部面罩會變成黑底白邊且浮現火焰花紋的模樣，原本穿著的星十字騎士團制服徹底消失，胸部貼著兩枚星型標記，身著附有摔角腰帶且印有星型圖案的輕便短褲，配戴黑底白邊的手套和靴子。
技「明星飛踢」（Star Kick）
小躍至半空中後，將全身的力量集中在腳部，將對手踢飛至遠處。馬斯科曾在進攻屍魂界時使用此招重創企圖支援白哉的戀次。
技「明星飛鷹踢」（Star Eagle Kick）
「明星飛踢」的延伸變化招式，從地面飛躍而起，彎曲自己的腿部，用膝蓋重擊敵方的身軀。
技「明星頭錘」（Star Headbutt）
右手緊握敵方的頭部，接著用自己的額頭重擊敵方。
技「明星火箭頭錘」 （Star Rocket Headbutt）
「明星頭錘」的延伸變化招式，從地面躍起並高速衝向前方，接著用自己的額頭重擊敵方。其威力強大足以將衝過路線上的物體全數擊毀。缺點是若敵人避開了此攻擊，馬斯科便無法及時改變攻擊的方向。
技「明星光束」（Star Flash）
從額頭的五角星型徽記發射強烈的靈子光線攻擊敵方，被光線貫穿的部位將會留下星形的洞口。
技「明星光束·超級新星」（Star Flash Super Nova）
馬斯科透過分裂成複數個體的詹姆斯聲援並強化自己的力量，處於「滅卻師完聖體」的狀態下，所使出的強化版「明星光束」。馬斯科飛躍至半空中，凝聚週遭的靈壓於天空中飛翔，劃出巨大的五芒星軌跡，最後朝地面發射巨型的星形靈子光束，將處於光束攻擊範圍內的所有物體徹底炸至灰飛煙滅。
技「明星殺人鐵拳」 （Star Killer Punch）
隨著馬斯科的憤怒情緒逐漸高漲，馬斯科的右手背浮現星形紋章的狀態下，令攻擊的力量提升至原先的10倍，再使出強力的拳擊攻擊敵方，而且在擊中目標物的瞬間，拳頭前方會出現滅卻師徽記形狀的強烈閃光。除此之外亦能夠連續發出拳擊，將面前的目標物完全擊毀。
技「明星擒摔」（Star Lariat）
馬斯科透過分裂成複數個體的詹姆斯聲援並強化自己的力量後，朝前方強力的揮動右臂攻擊敵方。揮動手臂所釋放出來的強大衝擊不僅能夠擊飛面前的敵人，而且還會颳起疾速的強風，破壞衝擊路線範圍內的所有物體。據說此招連距離一公里的對手都能夠一擊擊倒，因此又有「一里武術」的名稱。
型態「神之威光」
馬斯科的滅卻師完聖體，頭部後方浮現五角星形，身體出現斗篷般的靈子雙翼，胸膛正中央配戴著附有纖細雙翼的立體五角星，同時腰間配戴的腰帶也會散發星型的光芒。
嘉蒂絲·卡特尼普（Candice Catnipp，凱蒂絲·肯特妮普）
聲優：內山夕實（日本）；錢欣郁（台灣）
聖文字代號「T」，象徵能力為「雷霆」（Thunderbolt）。
留著側分的草綠色中長髮，淺綠色雙眼，眉尾末梢和部分髮尾呈現閃電狀，身著無袖上衣和短褲，胸前領口開闊，頭戴有看不見的帝國記號的軍帽，配戴長手套，腰間繫著附有心型匣子的腰帶，身材高挑的巨乳女性。性格急躁易怒，好勝倔強，平常有早起數小時整理自己的頭髮的習慣，所以非常忌諱別人弄亂她的頭髮。經常和莉托托、米妮娜、吉賽爾結伴行動。使用武器為擁有閃電型弓身和心型徽記的折疊式短弓。被邦比愛塔和吉賽爾暱稱為「小嘉蒂」（Candy），習慣稱呼吉賽爾為「吉吉」（Geezer）。對於邦比愛塔習慣在生氣時濫殺基層成員的習慣頗有微詞，亦時常在對話間糾正米妮娜的錯誤。
千年血戰篇中，待優哈巴哈報告完後和莉托托、米妮娜、吉賽爾一同進到了邦比愛塔的房間，因為聽見吉賽爾調侃她斥責邦比愛塔殺害基層成員的作為的言詞而當場動怒，正欲與其理論之際，被邦比愛塔破壞牆壁的舉動所喝止，轉而關切邦比愛塔現前所擔憂的事物。
在瀞靈廷化為銀架城宮殿後進攻屍魂界，和莉托托、米妮娜、吉賽爾脫離邦比愛塔的身邊，躲在冰之宮殿的角落休憩觀戰，和前三者現身處置遭狛村擊敗的邦比愛塔，襲擊護廷十三隊的成員。欲對身受重傷的十一番隊隊長更木劍八痛下殺手之際，黑崎一護及時抵達現場並與之交戰，迫使嘉蒂絲施展滅卻師完聖體以迎擊敵方，被一護以「月牙十字衝」斬斷左臂，經由吉賽兒的治療而順利恢復，但隨後被抵達現場的巴茲比射傷腹部，轉而和其餘到場的四名男性星十字騎士團成員聯手追擊一護，反遭前來支援的戀次、白哉、露琪亞、修兵、一角、弓親出面制止，被白哉擊敗，不久被優哈巴哈的「聖別」吸收其力量而死亡。
在官方外傳小說「Can't Fear Your Own World」再度出場，其身體被十二番隊束縛並運走，被涅作為戰力復活，成為涅骸部隊的成員之一。原本她寧死不屈，但涅以當時人在虛圈的莉托托、米妮娜與邦比愛塔要脅，協助他捕獲銀城空吾三人。半途被産絹彥檷打斷，意外捲入時灘引發的事件，之後莉托托與死神方達成了協議，作為戰力協助解決事件，以換取自己與米妮娜的自由。
能力「雷霆」（Thunderbolt）
能夠從手裡釋放出大範圍的閃電攻擊敵人。
技「雷電爆破」（Galvano Blast）
嘉蒂絲的「神聖滅矢」兼「雷霆」的衍伸技，從手裡的短弓射出電力高達五十億焦耳的閃電光箭攻擊敵方，被箭矢擊中的對象將會化成灰燼，但此技能對於黑崎一護完全起不了任何作用。
技「雷電標槍」（Galvano Javelin）
「雷霆」的衍伸技，僅能在發動完聖體的狀態使用的招式，將手持的閃電光劍像投擲標槍般擲出射向敵人，但一護僅憑「月牙天衝」便輕易地破解此技。
技「電滅刑」（Electrocution）
「雷霆」的衍伸技，僅能在發動完聖體的狀態使用的招式，將右手五指並攏高舉過頭部，凝聚威力強大的閃電於右手，最後再將附於右手的閃電以施展手刀的形式，一鼓作氣地往敵方所在的位置劈下，瞬間形成大範圍的雷暴對敵人造成傷害。
型態「神之雷霆」（Barbarriel）
嘉蒂絲的滅卻師完聖體，頭頂出現弧線般的五角星，背後出現多重閃電狀的羽翼。此狀態的嘉蒂絲可從背後的閃電翅膀抽出兩道雷電凝聚在手裡，形成閃電光劍攻擊對手。
能力「聖隸」（Sklaverei）
納納納·納賈庫普（Nanana Najahkoop，奈奈奈·納傑庫普）
聲優：前野智昭（日本）；李世揚（台灣）
聖文字代號「U」，象徵能力為「無戒備」（Underbelly）。
肌膚黝黑，身材削瘦高挑，穿著露出腹部的短上衣，綁著五條豎起的辮子，配戴遮住額頭與眼部的黃色頭盔與粗腰帶，黑白雙色的牙齒，厚嘴唇，雙手戴滿戒指的男子。稱呼阿散井戀次為「紅毛猴子」，對於其大喇喇的行為舉止和俱備著擊敗馬斯科的實力感到相當納悶。
千年血戰篇中，作為星十字騎士團團員接受命令在太陽之門集合進攻屍魂界，因在三番隊隊長鳳橋樓十郎面前殺死了許多死神，令鳳橋樓十郎感到憤怒，繼而與對方展開決戰。其後和巴茲比、艾斯·諾特趁著總隊長山本元柳齋重國獨自走向優哈巴哈的空檔，試圖偷襲對方但未能得逞，反被山本使用斬魄刀「流刃若火」釋放的火焰燒成重傷，因巴茲比的火焰抵銷逃過一劫後移動至別處。在察覺到黑崎一護靈壓突然消失的異象過後沒多久，隨優哈巴哈率領的星十字騎士團一同返回冰之宮殿。
在瀞靈廷化為銀架城宮殿後再次進攻屍魂界，留守在看不見的帝國的宮殿裡，意外發現戀次竟在毫無防備的狀態睡在宮殿裡直至天明，趁隙觀察戀次的舉止並準備收拾對方。其後趁著黑崎一護迎戰莉托托、米妮娜、嘉蒂絲、吉賽爾的期間，尾隨巴茲比抵達現場，準備聯手追擊一護，反遭前來支援的戀次、白哉、露琪亞、修兵、一角、弓親出面制止，遂發動完聖體對抗一行人，被白哉擊敗，不久被優哈巴哈的「聖別」吸收其力量。之後為了阻止京樂等人上靈王宮而現身，施展能力將藍染惣右介麻痺了五分鐘，當他打算再攻擊京樂等人時被巴茲比的「燃火之指·1」擊殺。
在官方外傳小說「Can't Fear Your Own World」再度出場，其身體被十二番隊束縛並運走，被涅作為戰力復活，成為涅骸部隊的成員之一。被涅指派，與米妮娜與嘉蒂絲前去捕獲銀城空吾三人供他研究。半途被産絹彥檷打斷，意外捲入時灘引發的事件，之後作為戰力協助解決事件。但事件結束後，因為莉托托與死神方談成的條件中只有米妮娜與嘉蒂絲的自由，不包含他，只能不甘願地回到十二番隊。
能力「無戒備」（Underbelly）
能分析對方的靈壓的分布和流動，亦能使對方的身體佈滿由「U」變化而成的格狀靈子以便進一步確認，之後以「嗎啡模式」（Morphine Pattern）打入對方的靈壓漏洞使其靈子溢出而癱瘓。曾中了此能力的藍染惣右介身體雖然遭麻痺但仍能保有意識。
葛雷密·托謬（Gremmy Thoumeaux，葛雷米·圖謬）
聲優：花江夏樹（日本）；喬資淯（台灣）
聖文字代號「V」，象徵能力為「夢想家」（Visionary）。
留著覆蓋前額的略捲金色短髮，穿著連帽高領排扣衣裝，配戴附有看不見的帝國徽章的手環，身材矮小的少年。個性冷淡驕傲，自稱是最強的星十字騎士團成員，深信想像力是世界上最強的能力，習慣將雙手插進衣服的口袋裡。
擁有能讓「想像」化為「真實」的能力，一旦開始展現真本事，就會不計後果的發動攻擊，甚至連其他位階較高的星十字騎士團成員都要對其退讓幾分。亞斯金·納克魯瓦爾為此形容「世人總批判他人光是空想將一事無成，但只要是親眼見過這個光憑空想就能做到一切的傢伙，就會瞭解一事無成是多麼和平的事」，並稱其為「應該永遠都別放出來的傢伙」。他的本體實為裝在密封器皿裡的人腦，平時呈現的身軀則是藉著能力想像出來的結果。
千年血戰篇中，在瀞靈廷化為銀架城宮殿後進攻屍魂界，潛入四番隊副隊長虎徹勇音設下的治療結界，殺害正接受治療的鳳橋樓十郎和六車拳西，並讓他創造出來的想像產物葛納爾·李偷襲勇音和十一番隊副隊長草鹿八千流，隨後在葛納爾·李被八千流砍傷後消除其存在，弄傷八千流的手臂，此時剛結束修行的十一番隊隊長更木劍八抵達現場與之交戰。
葛雷密為迎戰劍八，特地利用能力建造決戰擂台，試圖運用能力抵御劍八的斬擊，反遭其斬傷左肩，轉而創造陷阱短暫地困住劍八。見到劍八無所畏懼的好戰態度並受到後者言語刺激後，葛雷密屢次對劍八發動猛烈攻勢，更不惜創造出足以毀滅整座瀞靈廷的巨型隕石準備除掉對方，孰料劍八不但沒有就此讓步，反而激起鬥志並解放斬魄刀「野晒」，瞬間砍碎葛雷密創造的巨型隕石，甚至還在承受其創造的宇宙空間的傷害後，對他接連展開反擊。被劍八逼急的葛雷密遂施展能力，藉著完全想像劍八的力量強化自己的體魄，欲一舉擊敗被他視為「怪物」的劍八，但自己的身體卻自行硬生撕裂而墜落地面；事後劍八提到，因為葛雷密將對手想像成怪物，導致自己被想像出來的怪物殺死，並奚落他的下場愚蠢至極；但葛雷密表示自己的想像正確無比，有做到把劍八的力量完整想像出來，然而他沒想像到能承受這股力量只有劍八的肉體，在他坦言不甘心敗給劍八後，其想像的身軀消失殆盡，僅留下封存在盒裡的大腦。
在官方外傳小說「Can't Fear Your Own World」提及，其本體（大腦）被製作成產絹彥彌的一部份。
- 卷首語——「所謂的美麗，就是空無一物。」——單行本第六十四集《DEATH IN VISION》（葬身於幻想之中）。

能力「夢想家」（Visionary）
將處於能力範圍內的任何對象的想像化為真實，可用於傷害敵人、製造分身和其他活體生物、治癒傷勢、改變地形、創造陷阱、抵禦對手的攻擊。當葛雷密運用能力創造出自己的複數個體後，無論是分身還是本體都無法被敵方所傷，連想像力的威力也會直接翻倍提升。目前已知最大的破壞力極限，為創造出足以將整座瀞靈廷摧毀殆盡的巨型隕石，除了葛雷密以外，任何處於隕石攻擊範圍裡的對象將無一倖免。但是更木劍八僅憑藉著處於解放型態的斬魄刀『野晒』，便輕易破壞了葛雷密創造的隕石。若是利用自己的分身使用翻倍提升的想像能力，甚至可以憑空創造出類似於現世中宇宙的空間，令處於空間裡的對象無法承受空間的壓力導致體液外滲蒸發，最終暴斃而亡。缺點是只要葛雷密沒有持續將注意力集中在指定對象身上，就會讓原本施加於該名對象的想像力的效果消失。而且當葛雷密未能及時反應過來並治癒自己的傷勢的時候，連帶會讓防禦和反擊速度跟著減慢。倘若葛雷密在施展能力的期間因故受到動搖，聯想到發生於己身最糟的情況（例如戰敗或死亡），反會受到能力影響將自己置身於不利之處。雖可用此能力強化體魄，但若那副身體不足以承受這樣的強化程度，便會被強行撕裂而死。
想像產物「創造生命」
曾經以能力創造過兩名支援戰力，分別是代號“ς”的夏茲·多米諾，以及自稱同為“V”的葛納爾·李；但夏茲被一護打敗後再被吉良埋葬於屍魂界地下，而葛納爾則被格雷密直接消除。
夏茲·多米諾（Shaz Domino，賈茲·多米諾）
聲優：高橋伸也（日本）；李世揚（台灣）
是葛雷密·托繆的想像產物「創造生命」之一，聖文字代號「ς」（stigma），象徵能力為「生存能力」（The Viability）。右側附著豹紋班記，配戴黑框眼鏡，滅卻師服裝外套著豹紋裝的短髮男子。武器是尾端附有滅卻師徽記的投擲短刀。在公式集附錄小說揭露，他原為葛雷密的想像產物，擁有運用周遭靈子對肉體進行修補的能力，之後藉著能力替換掉葛雷密的想像部分並擺脫其控制。星十字騎士團首度攻進瀞靈廷的期間，於優哈巴哈殺害時任護廷十三隊總隊長山本元柳齋重國後，闖進技術開發局的特殊空間，將試圖協助黑崎一護從黑腔裡脫困的阿近和其餘技術開發局成員重創，其後試圖阻撓成功脫離黑腔的一護但未能成功，結果在來不及說出自己的代號和能力名稱的情況下，被一護以壓倒性的攻勢重創而敗。後來在襲擊四十六賢哲成員阿萬門娜由拉時，遇上被涅繭利以已故席官的靈魂強化改造而重生的三番隊副隊長吉良井鶴，最終被井鶴使用斬魄刀「侘助」改變身體重量以致墜落到瀞靈廷深處。
葛納爾·李（Guenael Lee，古耶納爾·李）
聲優：宮澤正（日本）；李世揚（台灣）
是葛雷密·托繆的想像產物「創造生命」之一，聖文字代號「V」（自稱），象徵能力為「消逝點」（Vanishing Point）。留著五分爆炸頭，雙眼畸大突兀並戴有六邊形框架眼鏡，齒牙突出，滿臉褶皺的老者。他的能力總共有三種形態，第一種形態使自己的身影消失，第二種形態使自己的存在消失，第三種形態使自己在別人腦海中的意識消失。與四番隊副隊長虎徹勇音、十一番隊副隊長草鹿八千流交手時，被八千流使出的始解三步劍獸擊敗，隨後他的存在被葛雷密直接消除。
尼昂索·華索（Nianzol Weizol，南佐·偉佐）
聲優：保志總一朗（日本）；李世揚（台灣）
聖文字代號「W」，象徵能力為「迂迴曲折」（Wind）。
特徵是留著凌亂的黑色長髮，光著雙腳，擁有兩條舌頭的男子。說話時常將自己的兩條舌頭外露，且還常被人認為他說話口齒不清。
千年血戰篇中，作為星十字騎士團團員接受命令在太陽之門集合進攻屍魂界，與浮竹十四郎交戰。偕同優哈巴哈、雨葛蘭、雨龍進攻靈王宮，他的能力令零番隊成員麒麟寺天示郎、修多羅千手丸以及靈王宮神兵的攻擊無法傷到優哈巴哈，當他現身之後殺死了數名靈王宮神兵，但未能留意自己的衣服遭千手丸重新編織（改造），被對方動過手腳的衣服所冒出的多支尖刺貫穿身軀致死。
能力「迂迴曲折」（Wind）
能使自己以「本能」發覺的敵方攻擊自動避開自己的身體周遭。
利捷·巴羅（Lille Barro，里傑·巴洛）
聲優：日野聰（日本）；曹冀魯（台灣）
聖文字代號「X」，象徵能力為「萬物貫通」（X-AXIS）。優哈巴哈親衛隊隊長。
蓄著白色短髮，肌膚黝黑，左眼眶紋著內部包含「X」記號的圈形刺青，頭戴白色白絨帽的男子。個性冷靜、分析能力強，覺得在戰鬥敗北的人往往是理解和反應都較遲鈍的人。亞斯金稱他是第一個被優哈巴哈賦予聖文字的滅卻師，然而據他本人所言自己是優哈巴哈最後賦予力量的滅卻師，因此自認是優哈巴哈的最高傑作和最接近神的男人。武器是以自己靈子製造的槍「帝亞葛蘭」。
千年血戰篇中，偕同優哈巴哈、雨葛蘭與親衛隊成員進攻靈王宮，在傑拉德砍傷修多羅千手丸後，持槍射穿千手丸的頭部（實為千手丸的分身），和其餘三名星十字騎士團成員被曳舟桐生使用樹籽生成的「產褥」困限其中，還試圖持槍狙擊殺害傑拉德的二枚屋王悅，反遭後者使用斬魄刀劈開所有靈子子彈，最終在來不及反應的狀態下，被王悅持斬魄刀劈斷槍械和手臂，傷重身亡。死後被優哈巴哈藉由「聖別」的力量復活，在靈力獲得強化的狀態下張開翅膀，使出他原本的力量貫穿麒麟寺天示郎和桐生的武器並重傷王悅。之後到達優哈巴哈面前，正想用槍械攻擊墜落的黑崎一護時被雨龍搶先一步。
優哈巴哈將靈王宮改建為真世界城後，負責守衛真世界城，持槍襲擊檜佐木修兵等人，曾一槍看似擊中京樂春水，但未料中了對方的能力「不倒翁倒了」，而被他從後方偷襲，雖然快速躲過但使得自己的槍被砍斷。分析對方的能力後和京樂展開交戰，並躲過了「影鬼」和發動攻擊，但被對方的殘影所騙。在三度睜開左眼後，怒斥京樂不容許有人在戰鬥中讓他三度睜開左眼，隨即發動「神之裁決」企圖將對方逼進絕境，結果被京樂的卍解「花天狂骨·黑松心中」重創，並與雙方一同掉進「斷魚淵」，直到其中一方的靈壓耗盡為止，自認死神的卍解無法殺死自己便主動衝向對方，卻被「糸切鋏血染喉」爆頭擊殺，由於不甘敗給京樂而發動「神之裁決·二段」。之後被取得家族歷代守護的「八鏡劍」的七緒砍傷一臂，但她的腳也被光彈擊傷，然而在京樂的協助下穩定身軀，最終使出「神之號角」欲將兩人殲滅，但其神之力量被八鏡劍反射，導致身軀被炸裂並墜落至瀞靈廷，也失去了頭頂的神之光環，令他憤而製造許多巨大的鶴型分身，正當他要大開殺戒時，遇到被涅繭利改造身軀的吉良井鶴出手阻止。
能力「萬物貫通」（X-AXIS）
用手持的「帝亞葛蘭」使出他原本的力量，不需要用到任何子彈，所有槍口至目標之間的物體都會被平等貫穿。同時，利捷只能在戰鬥陷入危機時的極短瞬間睜開左眼，讓自己的身體也能適用此能力，藉此毫髮無傷地穿透絕大多數的攻擊。
型態「神之裁決」（Jilliel）
利捷的滅卻師完聖體。當他在一場戰鬥中睜開三次左眼，之後就能持續睜開左眼作戰。左眼睜開後釋放出滅卻師的星形光芒，釋放後頭頂有著大光圈——神之光環，左眼眶紋著內部包含「X」記號的圈形刺青及頭戴的白色白絨帽消失，沒有手，髮型變成光頭，臉上有著白色雙條紋從頭頂延伸至眼睛下，身體被白色長袍覆蓋和八片各有三個洞的翅膀。將長袍的下方解開會露出神似人馬的雙腳。在此狀態下的利捷能以翅膀上的三個圓洞瞄準並封鎖敵方，並對其施展「萬物貫通」。
技「瞬移」（Teleportation）
在完聖體下使用的技能，把身體化為靈子瞬間移動到其他地方以追擊敵人。
型態「神之裁決·二段」（Jilliel Segunda Etapa）
利捷第二階段的滅卻師完聖體。頭頂的神之光環縮小，外貌變化為長頸鳥頭四足洞狀八翅的異形，能伸出長手臂和製造出發光球。利捷曾在此狀態下貫穿京樂春水腹部，使其重傷失去作戰能力。
技「裁決光明」（Sabaki no Kōmyō ）
在完聖體第二階段下使用的技能，將靈力化作一隻手，然後將手舉到頭頂，手臂會發出一道切割型的貫穿光線，被光線穿過的地方會發生爆炸，威力足以毀滅前方的城鎮。
技「神之號角」（Trompete）
在完聖體第二階段下使用的技能，將雙手舉到頭頂上，身體向上仰，然後用大量靈子創造出一個巨型號角。號角製造出來後，利捷會將一隻手放在嘴邊向前方吹，受到聲音波及的地方會被貫穿甚至引發爆炸，威力足以毀滅一個城鎮。
技「分身」（Avator）
利捷在真世界城被伊勢七緒擊敗後，身上的靈子殘片墜落瀞靈廷，那些殘片化作了丹頂鶴型，每個分身都可以使用「萬物貫通」的能力。
武器「帝亞葛蘭」（Diagram）
利捷的靈子武器，外表是一桿巨大的黑色步槍，能發射極高密度的壓縮靈子子彈，面對曳舟桐生的「產槈」柵欄時無法發揮全力，且二枚屋王悅的斬魄刀「鞘伏」能將他的子彈劈開；此外亦可將萬物貫通能力用於此槍。初登場時披著鬥篷利捷將槍背在後背，槍的前托和下護木部分完全被白色毛皮覆蓋，除了底部部分。細長的槍管口部分是一個黑色交叉的十字狀制退器。槍幹的尾部是兩個長長的三角狀突出用來穩定槍口射擊對利捷肩膀和軀幹的衝擊。如果槍部分被敵人切斷，利捷可以把它改良並繼續使用。
洛伊德兄弟（Lloyd Brother）
聖文字代號「Y」，象徵能力為「你自身」（Yourself）。
孿生兄弟，特徵是光頭（年少時期則是留著短髮），雙耳覆著外邊緣呈稍破損形的圓形耳罩，沒有眉毛，額頭有著第三隻眼的男性滅卻師，繫有雙圓造型的腰帶。由於兄弟倆的容貌過於相像的緣故，連當時負責接生的醫護人員和雙親都無法分辨他們，也使得醫護人員對兄弟倆的雙親交代出生次序時，不慎說成和實際相反的情況，因此兄弟倆對於彼此間的長幼排序並不是很在意。直到12歲那年，兩人發現彼此擁有能夠模仿他人的能力，後來隨著年歲增長，額頭的第三隻眼亦逐趨明顯。成為星十字騎士團的成員後，優哈巴哈為了方便識別兄弟倆，會分別強調名字首寫字母「L」（哥哥）·「R」（弟弟），以作為辨識兩人的特殊方式。
「L的」羅伊德·洛伊德（Lyod Lloyd）
孿生哥哥「羅伊德（Loyd）」。
千年血戰篇中，作為星十字騎士團團員接受命令在太陽之門集合進攻屍魂界，和貝雷尼克、傑洛姆一同對抗十一番隊隊長更木劍八。貝雷尼克被劍八殺死之後，羅伊德使用「你自身」能力變身成對方的模樣與劍八展開互有勝負的對決，但最後仍不敵劍八的攻勢而被殺害，其屍體連同另外兩人一同被劍八扛到優哈巴哈面前示威。
能力「你自身」（Yourself）
藉著將自己變化成對方的模樣，模仿對方的所有力量和技術。在施術者耗盡靈壓和體力的同時，就會恢復成原本的型態。但被劍八認為只要變得比那個時候的自己還強就有辦法戰勝。
「R的」洛伊德·洛伊德（Ryod Lloyd）
聲優：小林裕介（日本）；李世揚（台灣）
孿生弟弟「洛伊德（Royd）」。
千年血戰篇中，作為星十字騎士團團員接受命令在太陽之門集合進攻屍魂界，使用能力變身成優哈巴哈的模樣，持著前者所擊敗十一番隊隊長更木劍八並對抗隨後趕到現場的總隊長山本元柳齋重國。因為見到山本施展「殘火太刀·南·火火十萬億死大葬陣」召喚死去的昔日同僚的遺骸作戰而感到憤怒，試圖擺脫山本召喚的骷髏群攻擊對方但未能成功，被山本施展「殘火太刀·北·天地灰燼」重創倒地而恢復原狀。臨終之際，因為聽見優哈巴哈親口認可他的表現而感到無比光榮，還親口答謝前者的賞識之恩，但隨後便被優哈巴哈指尖釋放的靈壓引爆身軀而當場慘死。
能力「你自身」（Yourself）
藉著將自己變化成對方的模樣，模仿對方的所有記憶和精神。在施術者耗盡靈壓和體力的同時，就會恢復成原本的型態。
技「聖唱·聖域禮讚」（Kirchen Lied· Sankt Zwinger）
被譽為滅卻師攻防一體的極大防禦咒法，從指尖射出刻著羅馬數字的靈光，創造出附著多枚滅卻師十字印記的大範圍光環限制對手的行動，只要對手踏進光環的範圍內，將會立即遭到神之光的劈斬。洛伊德變身成優哈巴哈的時候，曾企圖利用此技解決山本元柳齋重國，反被山本使用「火火十萬億死大葬陣」當場破解。
吉賽爾·茱艾爾（Geselle Gewelle，吉賽爾·茱耶爾）
聲優：東山奈央（日本）；錢欣郁（台灣）
聖文字代號「Z」，象徵能力為「死者」（Zombie）。
習慣將頭頂的髮絲綁成兩束分岔狀，留著側分齊瀏海的及腰黑色長髮，深藍色雙眼，頭戴有看不見的帝國記號的小型軍帽，身材纖瘦，身著寬領長袖排扣外套，繫著斜向且附有心型匣子的細腰帶，短裙裡內搭黑色貼身長褲的偽娘（弓親提及其身上散發出一股精液的腥臭味）。平時個性隨和，總是面帶笑容，對於任何戰敗的星十字騎士團成員和敵人都絲毫不留情，而且在殺害瀕死的對象時會感到異常愉悅。作戰時習慣說反話懇求對方手下留情，誘使敵方對其發動攻擊。若是被別人識破他的真實性別就會生氣。經常和莉托托、嘉蒂絲、米妮娜結伴行動。使用武器為擁有骷髏弓身和心型徽記的折疊式短弓。被邦比愛塔和嘉蒂絲暱稱為「吉吉」（Gigi、Geezer），稱喚邦比愛塔為「小邦比」（Bambi），喜歡出言調侃嘉蒂絲並暱稱後者「小嘉蒂」（Candy），故時而觸怒對方。
千年血戰篇中，待優哈巴哈報告完後和莉托托、米妮娜、嘉蒂絲一同進入邦比愛塔的房間。因為出言調侃嘉蒂絲指謫邦比愛塔再次濫殺基層成員的舉動而激怒對方，但隨即被邦比愛塔破壞牆壁的舉動所喝止。
在瀞靈廷化為銀架城宮殿後進攻屍魂界，和莉托托、米妮娜、嘉蒂絲脫離邦比愛塔的身邊，因為嫌施展完聖體作戰會讓他感到過於疲憊，選擇躲在冰之宮殿的角落休憩觀戰，和前三者現身處置遭狛村擊敗的邦比愛塔。襲擊護廷十三隊的成員並將其變成殭屍。欲對身受重傷的十一番隊隊長更木劍八痛下殺手之際，黑崎一護及時抵達現場並與之交戰。其後運用能力替嘉蒂絲治癒斷裂的左臂，被抵達現場的巴茲比射傷腹部，轉而和其餘到場的四名男性星十字騎士團成員聯手追擊一護，反遭前來支援的戀次、白哉、露琪亞、修兵、一角、弓親出面制止，更被弓親識破其性別和挑釁敵人發動攻擊的作戰模式，遂呼喚被其殺害變成殭屍傀儡的邦比愛塔迎戰一角和弓親。後來十二番隊隊長涅繭利帶著副官涅音夢趕到現場，用靈子固定裝置封住邦比愛塔的能力，指揮破面多魯多尼、緹魯蒂、魯畢、夏洛特對抗被吉賽爾變成殭屍的護廷十三隊基層成員。吉賽爾見到邦比愛塔被夏洛特擊潰，立即操控被其變成殭屍的日番谷冬獅郎、六車拳西、鳳橋樓十郎、松本亂菊對抗涅繭利等人，卻被涅繭利運用護廷十三隊成員血液樣本研發的特製藥劑破解殭屍化並反控制拳西等人，遭反控制的拳西持斬魄刀刺穿心臟，隨即帶走殭屍化的邦比愛塔並取回自己的血液。
在逃離戰場後從殭屍化的邦比愛塔取回自己的血液，後來遇到莉托托得知其他人的情況，隨後目睹羅伯特·阿久特隆被優哈巴哈的「聖別」剝奪力量而死，而其被莉托托救下並躲在一處角落，緊抱邦比愛塔的屍體說“我們不會死”的話。但隨後仍被優哈巴哈的「聖別」吸收其力量而重傷。後與巴茲比、莉托托正式宣布叛變聖十字軍團，幫助死神完成通往靈王宮的傳送門以及要求與死神一同前往靈王宮，隨巴茲比到京樂等人面前打算對付背棄自己的優哈巴哈。進入靈王宮後莉托託一同對付優哈巴哈，拼盡全力也無法殺死優哈巴哈，遭對方擊敗。
在官方外傳小說「Can't Fear Your Own World」再度出場，被哈斯沃德的侍從所救，成為騎士團中的少數倖存者之一。之後為救被涅俘虜的米妮娜與嘉蒂絲，與莉托托和邦比一同前往虛圈，召集失散的倖存成員，意圖組建救援部隊，意外捲入時灘引發的事件。之後前往屍魂界，與死神方達成了協議，作為戰力協助解決事件，以換取米妮娜與嘉蒂絲的自由。事件結束後，和莉托托、米妮娜、嘉蒂絲與邦比愛塔一起前往歐洲某地隱居，過上和平的生活。
卷首語——「我喜歡到無法自拔。」（すきだよ しぬほど） ── 單行本第六十五集《MARCH OUT THE ZOMBIES》（迎擊死者軍團）。
能力「死者」（Zombie）
無法直接發揮的被動能力，當吉賽爾遭敵方攻擊受傷導致出血，或是藉著傷害自己滲出血液時，任何沾染到他的血液的對象，就會變成屍體並受到他的控制，而且變成殭屍的對象仍可使用生前的能力和招式，但其血液對其他人不會有殭屍化的作用。雖然這項能力可將大多數的對象變成殭屍，但對於仍活著的滅卻師則無法發揮作用，故只有在指定滅卻師死亡的情況下，才能將其變成殭屍並加以控制；用在死神身上時，則毋需殺害對方便可將其轉變成殭屍。需要使用的血液多寡是依據該對象的靈壓程度而定，因此隊長級的對象變成殭屍後，身體會變成暗沉的紅黑色。即使殭屍承受對活人而言屬於致命傷的傷勢，然而仍具備行動能力便會起身再戰。若是在身故前被變成殭屍的對象，則會保有較佳的行動能力和服從性。此外，吉賽爾能將死者的肢體移植於受傷的自己或其他滅卻師身上治癒傷勢，亦可修復殭屍的軀體。然而當殭屍被破壞至一定程度且未經吉賽爾修復時，將會失去行動能力。
唯有將變成殭屍的對象身軀徹底破壞成灰燼或是反過來控制殭屍，才能解除吉賽爾對該名對象的控制。吉賽爾亦能藉著傷害殭屍的軀體，取回自己的血液。在官方外傳小說「Can't Fear Your Own World」中提及對於與滅卻師相性差的虛或破面只能暫時性殭屍化。
型態「神之死」（Azhalbiora）
吉賽爾的滅卻師完聖體，發動能力後，背上將浮現骷髏組成的雙翼。吉賽爾稱使用完聖體作戰會讓他感到過度疲憊，所以他才會不喜歡運用此型態迎戰對手。
技「跳舞死亡男孩俱樂部」（Dancing Dead Boys Club）
吉賽爾產生多個卡通風格的骷髏人物攻擊對手。
技「飢餓寶貝們」（Munchy Munchy Babies）
吉賽爾在雙手前形成骷髏頭衝向對手。吉賽爾在使用時被莉托托的「黃金夾」打斷，實際能力不明。
技「神聖滅矢」（Heilig Pfeil）
從手裡的短弓射出雙眼為「X」圖案骷髏箭頭的箭矢攻擊對手。
能力「聖隸」（Sklaverei）

### 聖兵
聖兵（Soldat）看不見的帝國底下為數眾多的特種士兵，出勤時全員皆配戴著附有看不見的帝國徽記的軍帽和特製的面罩。雖然成員們的實力不及星十字騎士團，但在眾人集合進攻的時候仍能對屍魂界造成嚴重的損害。
？？？
本名不詳，頭戴底部成三角狀的高帽，將頭髮挽起並藏於帽裡，服侍雨葛蘭·哈斯沃德的女性滅卻師成員。在雨葛蘭和巴茲比發生衝突後，詢問雨葛蘭為何不去對優哈巴哈指名石田雨龍作為看不見的帝國繼任領導者提出異議，隨後雨葛蘭解釋，優哈巴哈指名雨龍的理由其實是刻意挑起爭端，藉此令星十字騎士團成員互相監視，進而達到牽制雨龍行動的計劃。
在官方外傳小說「Can't Fear Your Own World」中依先前雨葛蘭的指示救援倖存的滅卻師。
馬塞爾·哈普曼（Marcel Halpmann）
聲優：白井悠介（日本）；李世揚（台灣）
右眼角附近有顆黑痣的男性基層滅卻師成員。在優哈巴哈向諸位星十字騎士團成員宣布讓石田雨龍擔任看不見的帝國繼位領導者的消息後，為此感到不悅的邦比愛塔把他約到自己的房間，亦讓他感到相當光榮，結果在抵達邦比愛塔的房間並褪去上半身的衣物後，被邦比愛塔當成遷怒對象劈成兩半致死，隨後莉托托、米妮娜、嘉蒂絲針對邦比愛塔老是愛找人發火的壞習慣作出批評。

## 其他成員

### 狩獵部隊
「狩獵部隊」（Mundo Jagdarmee）專門在虛圈捕捉其他虛與破面並從中揀選戰力的特遣部隊，隊長為基路傑·歐丕。該部隊會要求被俘虜但想活命的對象先向他們下跪並進行「入隊測驗」。通過測驗者或是被狩獵隊長認可的對象就能免於遭受處決的下場，成為他們的旗下士兵；不符合資格者或是對狩獵隊長提出疑問的對象則會被當場處死，作為殺雞儆猴的手段。但也因為這個原因，導致現在的虛圈幾乎沒有存活的虛和破面。
基路傑·歐丕（Quilge Opie，基爾傑·歐霹）
狩獵部隊隊長。星十字騎士團「J」，象徵能力為「監獄」（Jail）。

### 破面士兵
「破面士兵」被看不見的帝國揀選成為旗下成員的破面，不須戰鬥訓練即可作為戰力。
阿茲基爾羅·伊邦（Asguiaro Ebern，阿茲基亞洛·伊班）
聲優：駒田航（日本）；曹冀魯（台灣）
留著翹短髮，閃電般的眉毛，左眼配戴三個小洞的面具碎片，身著排扣大衣，腰間繫著刻有花紋腰帶的男子。非常忌諱別人將他當成破面來看待，同時對盧達斯抱持著極為厭惡的態度。能將看不見的帝國賜與的滅卻十字墜鍊，變成附著四根椎狀物的巨大月牙型武器，並從錐狀物的頂端射出強大的圓形砲彈攻擊對手。
千年血戰篇，忽然出現在黑崎一護的家裡，隨後在追逐戰中試圖竊取一護的卍解但失利，逃回冰之宮殿報告，之後被優哈巴哈隨手處死。
盧達斯·佛利根（Luders Friegen，留達斯·弗利根）
聲優：濱野大輝（日本）；張敦喻（台灣）
留著左邊白右邊黑的飄逸半長髮，左邊的眉毛只有一半，臉上綴有六枚小圓環的男子。為人高傲，對伊邦抱持著鄙視的態度，但對於優哈巴哈卻是畏敬三分，說話更是小心。
千年血戰篇，受命調查境界侵略度時判定屍魂界將會失去與現世的魂魄平衡，並在代表看不見的帝國向屍魂界下達宣戰通告時給了五天的緩衝期，回到冰之宮殿報告，之後被優哈巴哈隨手處死。

## 舊優哈巴哈親衛隊
於千年血戰篇登場，過去由優哈巴哈統治的「光之帝國」所屬的憲兵隊成員，為看不見的帝國親衛隊的前身。
過去在進攻屍魂界與初代護廷十三隊戰爭中，因不敵山本的攻勢而陣亡，由此山本的「火火十萬億死大葬陣」能召喚他們的遺骸並加以操縱，而他們亦在巴茲比和雨葛蘭的回憶中登場。
約翰·薩伊德力茲（Johann Seydlitz，薩德力茲）
聲優：中博史（日本）
已故。舊優哈巴哈親衛隊成員，優哈巴哈的親信，外貌年老男性滅卻師。左眼配戴眼罩，梳右側的短髮，留著兩撇短鬍。武器是短槍。
過去曾消滅巴茲比所居住的領地城堡。在優哈巴哈提出要組新部隊「星十字騎士團」進攻屍魂界時感到訝異。過去在進攻屍魂界與初代護廷十三隊戰爭中，因不敵山本的攻勢而陣亡。
修貝爾特·亞歷山大·克萊希（Huburt Alexander Kleich，修貝魯特）
聲優：神谷浩史（日本）
已故。舊優哈巴哈親衛隊成員，外貌年輕男性滅卻師。頭戴附著帝國徽記軍帽，黑色短髮，眼睛有下睫毛。武器為軍刀。
過去曾消滅巴茲比所居住的領地城堡。在為光之帝國徵兵時遇到巴茲比的入團意願，對巴茲比相當冷落只讓他回去等消息，在即將大打出手時，隨後被優哈的靈壓壓制而停止。後來成為新部隊「星十字騎士團」副團長，對哈斯沃德擔任團長職務一事感到不滿。過去在進攻屍魂界與初代護廷十三隊戰爭中，因不敵山本的攻勢而陣亡。
阿爾葛拉·拉勞（Algora Lallau，阿哥拉）
聲優：竹內良太（日本）
已故。舊優哈巴哈親衛隊成員，中年男性滅卻師。額頭有片斜向傷痕、臉型寬闊平頭。武器為雙斧。
過去曾消滅巴茲比所居住的領地城堡。過去在進攻屍魂界與初代護廷十三隊戰爭中，因不敵山本的攻勢而陣亡。
尼基塔·戴斯洛克（Nikita Deslock）
已故。舊優哈巴哈親衛隊成員，年輕女性滅卻師（動畫原創角色）。頭戴帝國徽記鴨舌軍帽，瀏海蓋住左眼的馬尾長髮。武器為機槍。
過去曾消滅巴茲比所居住的領地城堡，當中開槍殺死了巴茲比的母親。

## 備註
1. ↑  星騎士全員的白色長斗篷內襯皆為白色，但在漫畫496章中艾斯·諾特在吸走白哉的卍解而露出微笑時，斗篷內襯卻變成黑色的。
2. ↑  漫畫640話的彩頁中為黑色。
3. ↑  多利斯克貫穿雀部長次郎的長矛似乎比攻擊檜佐木修兵的還要長很多。